# Шер
Шер (англ. Cher), при рождении — Ше́рил Саркися́н (англ. Cheryl Sarkisian; род. 20 мая 1946, Эль-Сентро, Калифорния) — американская певица, актриса и телезвезда, удостоенная титула «Богини поп-музыки». Её творческая индивидуальность определяется уникальным андрогинным тембром голоса — глубоким контральто, смелыми, часто провокационными сценическими образами и невероятной способностью к художественным трансформациям, которые позволили ей сохранять актуальность на протяжении более шести десятилетий. На протяжении всей карьеры Шер воплощала образ сильной, независимой женщины, ломающей стереотипы и открыто выражающей свою позицию как в искусстве, так и в общественной жизни.
Её восхождение к мировой славе началось в 1965 году, когда она вместе с тогдашним супругом Сонни Боно образовала фолк-рок-дуэт Sonny & Cher, ставший одним из символов музыкальной контркультуры 1960-х. Параллельно она развивала сольную карьеру, а в 1970-х годах добилась оглушительного успеха с такими хитами, как «Gypsys, Tramps & Thieves», «Half-Breed» и «Dark Lady», последовательно покорявшими вершину американского чарта Billboard Hot 100. После временного перерыва, посвящённого актёрской работе, она триумфально вернулась в музыку с серией глэм-рок-альбомов — Cher (1987), Heart of Stone (1989) и Love Hurts (1991), подаривших миру культовые синглы «If I Could Turn Back Time» и «The Shoop Shoop Song (It’s in His Kiss)». В 1998 году, уже в 52 года, Шер достигла нового коммерческого пика с танцевально-поповым альбомом Believe, где впервые применила технологию Auto-Tune в художественных целях, создав знаменитый «эффект Шер». Заглавный трек альбома возглавил чарты по обе стороны Атлантики и стал самым продаваемым синглом в Великобритании за 1999 год. В XXI веке она продолжила музыкальную карьеру, выпустив успешные альбомы Closer to the Truth (2013) и Dancing Queen (2018), оба дебютировали в тройке лучших Billboard 200.
Не менее впечатляющими оказались её достижения на телевидении и в кино. В 1970-х годах её комедийные шоу The Sonny & Cher Comedy Hour и Cher на канале CBS собирали у экранов более 30 миллионов зрителей еженедельно. Критики высоко оценили её бродвейский дебют, а также роль в фильме «Приходи ко мне на встречу, Джимми Дин, Джимми Дин» (1982). В дальнейшем Шер получила две номинации на премию «Оскар» — за роли в драмах «Силквуд» (1983) и «Власть луны» (1987), одержав победу в последнем случае. За исполнение главной роли в фильме «Маска» (1985) она была удостоена награды за лучшую женскую роль на Каннском кинофестивале. Среди других её значимых работ — «Иствикские ведьмы» (1987), «Русалки» (1990), «Если бы стены могли говорить» (1996, её режиссёрский дебют), «Чай с Муссолини» (1999), «Бурлеск» (2010) и «Mamma Mia! 2» (2018). Её жизнь и творчество стали основой для бродвейского мюзикла The Cher Show (2018).
Шер входит в число самых коммерчески успешных музыкантов в истории с тиражами, превышающими 100 миллионов копий по всему миру. Она включена в Зал славы рок-н-ролла и остаётся единственной исполнительницей, чьи сольные синглы возглавляли хит-парады Billboard в течение семи десятилетий подряд — с 1960-х по 2020-е годы. Её награды включают премии «Грэмми», «Эмми», три «Золотых глобуса», Billboard Icon Award и почётную награду Кеннеди-центра. Концертный тур Living Proof: The Farewell Tour (2002—2005) стал самым кассовым среди женщин-исполнителей своего времени, заработав $250 миллионов (около $402 миллионов в пересчёте на 2025 год). Помимо искусства, Шер известна активной гражданской позицией, в частности поддержкой ЛГБТ-сообщества и борьбой с распространением ВИЧ/СПИДа, что ещё больше укрепило её статус иконы поп-культуры.

## Биография

### Юные годы
Шерилин Саркисян родилась 20 мая 1946 года в Эль-Сентро, штат Калифорния. Её мать, Джорджия Холт, была актрисой, а отец, выходец из Армении — Джон (Карапет) Саркисян, работал дальнобойщиком. Родители были разведены, когда родилась Шер, и впервые она увидела отца в одиннадцать лет. С ранних лет Шер мечтала стать известной актрисой и уже в детстве работала над своей подписью для автографов. В шестнадцать лет Шер уехала в Лос-Анджелес.

### 1962—1967. Путь к славе и эпоха Sonny & Cher
В 16 лет Шер бросила школу и ушла из дома матери, поселившись у подруги. Она посещала актёрские курсы, а чтобы заработать на жизнь, танцевала в ночных клубах на голливудском Сансет-стрип, где активно знакомилась с музыкантами, менеджерами и агентами. Как отмечает биограф Марк Берман, она не стеснялась подходить к тем, кто, по её мнению, мог помочь ей пробиться в шоу-бизнес. В ноябре 1962 года Шер встретила Сонни Боно, который был на 11 лет старше её и в то время работал с продюсером Филом Спектором. Когда её подруга съехала, Шер приняла предложение Сонни стать его домработницей. Благодаря Сонни она попала в студию Спектора, где участвовала в записи бэк-вокала для таких хитов, как «You’ve Lost That Lovin’ Feelin’» (The Righteous Brothers) и «Be My Baby» (The Ronettes). Спектор также продюсировал её первый сингл «Ringo, I Love You», выпущенный под псевдонимом Бонни Джо Мейсон. Однако радиостанции отказывались ставить песню в эфир: низкий контральто Шер многие приняли за мужской голос, посчитав, что это гомосексуальный исполнитель поёт о любви к ударнику The Beatles Ринго Старру.
Отношения Шер и Сонни постепенно переросли из дружбы в роман, и 27 октября 1964 года они сыграли неофициальную свадьбу в номере отеля в Тихуане, Мексика. Хотя изначально Сонни видел Шер как сольную исполнительницу, она уговорила его выступать вместе, поскольку страдала от страха сцены. На концертах Шер пела, глядя на Сонни, — это помогало ей справляться с волнением, а позже она признавалась, что через него обращалась к публике. В конце 1964 года они сформировали дуэт Caesar & Cleo, выпустив несколько неудачных синглов, включая каверы на «Do You Wanna Dance?», «Love Is Strange» и «Let the Good Times Roll».
В конце 1964 года Шер подписала контракт с Imperial, дочерним лейблом Liberty Records, а Сонни стал её продюсером. Её сингл «Dream Baby», выпущенный под именем Шерилин, получил ротацию в Лос-Анджелесе. Лейбл предложил ей записать кавер на песню Боба Дилана «All I Really Want to Do» при участии Сонни. В 1965 году этот трек достиг 15-го места в Billboard Hot 100 и 9-го в британском чарте. В это же время свою версию той же песни выпустила группа The Byrds, что привело к конкуренции на радио. Чтобы избежать конфликта, лейбл The Byrds начал продвигать другую сторону их сингла. Как позже вспоминал Роджер Макгуинн из The Byrds: «Нам нравилась версия Шер… Мы не хотели соперничать, поэтому просто перевернули пластинку». Дебютный альбом Шер All I Really Want to Do (1965) поднялся до 16-й строчки в Billboard 200 и был назван критиком AllMusic Тимом Сендрой «одним из самых ярких фолк-поп-альбомов той эпохи».

После успеха сольных записей Шер дуэт переименовался в Sonny & Cher. В июле 1965 года, следуя совету участников The Rolling Stones, они отправились в Англию. Как позже вспоминала Шер, музыканты сказали им: «Америка вас не понимает. Если хотите прорваться, езжайте в Британию». Этот совет оказался пророческим: по словам писательницы Синтры Уилсон,  
Фотографы английских газет появились, когда S&C выдворили из лондонского «Хилтона» [из-за их нарядов] в первую же ночь по приезде — буквально за одну ночь они стали звёздами. Лондон сходил с ума по невиданному доселе стилю S&C, который не был ни «модовским», ни «рокерским».
Их сингл «I Got You Babe» возглавил Billboard Hot 100 и, по словам обозревателя AllMusic Брюса Эдера, стал «одним из самых продаваемых и любимых поп-рок-хитов середины 1960-х». Когда песня сместила The Beatles с вершины британского чарта, подростки начали копировать стиль дуэта: расклёшенные брюки, полосатые пиджаки и меховые жилеты. Вернувшись в США, Sonny & Cher дебютировали в кино с эпизодической ролью в фильме «Дикие на пляже» (1965), появились в музыкальных шоу Hullabaloo и Shindig! и отправились в турне по крупнейшим площадкам страны. Их концерты собирали толпы поклонниц, которые красили волосы в чёрный, носили жилеты и клеш, подражая образу Шер.
Дебютный альбом дуэта Look at Us (1965) восемь недель держался на втором месте Billboard 200, уступая только Help! The Beatles. Sonny & Cher успешно конкурировали с британским вторжением и мотаун-звучанием той эпохи. Автор Джозеф Мюрреллс называл их «главными представителями фолк-рока с социальным подтекстом», сочетавшего гитарный драйв, народные мелодии и протестные тексты, а The Guardian позже охарактеризовала их музыку как «саундтрек контркультуры 1960-х». С 1965 по 1972 год дуэт выпустил десять синглов, попавших в топ-40 Billboard, включая пять хитов в первой десятке: «I Got You Babe», «Baby Don’t Go», «The Beat Goes On», «All I Ever Need Is You» и «A Cowboy’s Work Is Never Done». В какой-то момент у них одновременно пять песен находились в топ-50 — достижение, которое повторили только The Beatles и Элвис Пресли. Журнал Time назвал их «главной рок-парой» своего времени.
Однако последующие альбомы дуэта — The Wondrous World of Sonny & Chér (1966) и In Case You’re in Love (1967) — не повторили успеха дебюта, поскольку сольная карьера Шер начала затмевать их совместное творчество. Её второй альбом The Sonny Side of Chér (1966) включал хит «Bang Bang (My Baby Shot Me Down)», занявший второе место в США и третье в Великобритании и ставший её первым синглом с миллионным и продажами. В том же году вышел альбом Chér, в который вошли кавер на хит «Sunny» (занявший 1-е место в международных чартах) и песня «Alfie», звучавшая в американском прокате британского фильма «Элфи» (1966). Пластинка With Love, Chér (1967) содержала композиции, которые биограф Марк Бего назвал «мыльными операми в рок-аранжировках», включая попавший в «горячую десятку» сингл «You Better Sit Down Kids», повествующий о семейном кризисе.

### 1967—1970. От иконы контркультуры до лаунж-исполнителя
К концу 1960-х музыкальный дуэт Sonny & Cher перестал попадать в чарты. Как отмечает Берман, их фолк-рок звучал «слишком пресно» на фоне мощного гитарного звучания таких групп, как Jefferson Airplane и Cream. Сама Шер впоследствии признавалась, что восхищалась новым стилем Led Zeppelin и Эрика Клэптона и хотела изменить звучание дуэта, но Сонни был против. Их образ жизни — моногамный во времена сексуальной революции и сознательно свободный от наркотиков в эпоху их массового употребления — отталкивал молодую аудиторию. Как пишет Бего, «несмотря на революционную для того времени унисекс-эстетику в одежде, в вопросах секса и наркотиков Sonny & Cher были удивительно „консервативны“».
В попытке вернуть внимание публики дуэт снялся в музыкальном фильме Уильяма Фридкина «Хорошие времена» (1967), где выступил и в роли продюсера. Однако картина провалилась в прокате. Сольный альбом Шер Backstage (1968), в котором она экспериментировала с босса-новой и антивоенной тематикой, также не добился коммерческого успеха. В 1969 году Imperial Records разорвали контракт с Шер, а Atco Records отказались от сотрудничества с дуэтом, предложив певице сольную сделку. Её следующий альбом 3614 Jackson Highway (1969), записанный на легендарной студии Muscle Shoals без участия Сонни, ознаменовал поворот к ритм-н-блюзу и соулу. Позднее AllMusic назовёт эту работу «лучшим альбомом в её карьере» и «откровением», однако Сонни, остававшийся её менеджером, остался недоволен результатом и заблокировал дальнейшие релизы Шер на Atco.
Тем временем их личные отношения дали трещину: Сонни встречался с другими женщинами, и к концу 1960-х их брак оказался на грани распада. Как писало издание People, Сонни отчаянно пытался вернуть Шер, убеждая её создать семью. Официально они оформили брак только после рождения дочери Честити 4 марта 1969 года. В попытке перезапустить карьеру дуэт вложил $500 тысяч (включая заложенный дом) в создание фильма «Честити» (1969), где Шер сыграла главную роль, а Сонни выступил сценаристом и продюсером. Лента, рассказывающая о молодой женщине в поисках смысла жизни, провалилась в прокате, оставив пару с долгом в 190 тысяч долларов и налоговыми проблемами. Несмотря на коммерческий провал, критики отметили актёрский потенциал Шер. Журнал Cue писал: «В ней есть удивительное качество, заставляющее забыть о банальности реплик».
Находясь в творческом кризисе, дуэт разработал новое ночное шоу, сменив имидж на более взрослый и ироничный. Как отмечала писательница Синтра Уилсон, их выступления вначале казались настолько неубедительными, что зрители начали освистывать артистов. Однако Шер, не растерявшись, стала отвечать на реплики из зала, а затем и подшучивать над самим Сонни. Неожиданно эти спонтанные перепалки превратились в изюминку шоу, привлекая всё больше публики. Заметив их возрождающуюся популярность, телепродюсеры предложили паре участие в прайм-тайм шоу, где они предстали в новом амплуа — утончённом и элегантном. Шер радикально сменила стиль, облачившись в откровенные платья с глубоким декольте, которые впоследствии стали её визитной карточкой. Этот период стал поворотным: из подростковых идолов они трансформировались в харизматичных артистов, готовых к новому этапу карьеры.

### 1971—1974. Телевизионная слава и музыкальное возрождение
В 1971 году глава программ CBS Фред Сильверман, впечатлённый выступлением Sonny & Cher в качестве приглашённых ведущих The Merv Griffin Show, предложил дуэту собственное телевизионное шоу. Так появилась программа The Sonny & Cher Comedy Hour, премьера которой состоялась 1 августа 1971 года в качестве летнего замещающего проекта. Первый сезон включал шесть эпизодов, но благодаря высоким рейтингам шоу вернулось в декабре того же года уже в регулярном формате.
На протяжении трёх лет трансляции программу еженедельно смотрели более 30 миллионов зрителей. Ключом к успеху стали комедийная химия между супругами и фирменный юмор Шер, которая с невозмутимым видом подтрунивала над внешностью и небольшим ростом Сонни. Как отмечал Берман, пара излучала «ауру теплоты, игривости и заботы, что только усиливало их обаяние». Зрители ещё больше прониклись к ним, когда в шоу начала появляться их маленькая дочь Честити — семья казалась идеальной. Шер оттачивала актёрское мастерство в комедийных скетчах, включая её знаменитый образ Лаверн — эксцентричной и прямолинейной домохозяйки. Кроме того, её сценические наряды, созданные дизайнером Бобом Маки, задавали модные тренды 1970-х.
В том же 1971 году Sonny & Cher подписали контракт с лейблом Kapp Records (подразделение MCA Records). Первым сольным синглом Шер на новом лейбле стала песня «Classified 1A», написанная Сонни с расчётом на социальный резонанс: в ней повествование ведётся от лица солдата, погибающего во Вьетнаме. Однако радиостанции сочли трек «некоммерческим», и он не получил ротации. Попытки Сонни возродить успех дуэта в звукозаписи также провалились, и тогда Kapp Records привлёк продюсера Снаффа Гарретта для работы с Шер. Результатом стал её второй хит номер один в США — «Gypsys, Tramps & Thieves». Как писал Бего, этот хит доказал, что «Гарретт понимал голос и сценический образ Шер лучше, чем сам Сонни». Песня вошла в альбом Chér (позже переизданный под названием Gypsys, Tramps & Thieves), получивший золотой статус от RIAA. Следующий сингл, «The Way of Love», достиг седьмой строчки в Billboard Hot 100 и окончательно закрепил новый, более уверенный имидж Шер как самостоятельной артистки.
В 1972 году Шер выпустила альбом Foxy Lady, полностью состоящий из баллад, который, по мнению Бего, продемонстрировал рост её вокального мастерства. Однако вскоре после релиза продюсер Снафф Гарретт покинул проект из-за творческих разногласий с Сонни относительно дальнейшего музыкального направления певицы. Под влиянием Сонни Шер записала альбом Bittersweet White Light (1973), состоявший из каверов на классические стандарты, но он не снискал коммерческого успеха.
Поворотный момент наступил, когда поэтесса Мэри Дин предложила Гарретту песню «Half-Breed» — историю о девушке, рождённой от брака белого отца и матери-чероки. Несмотря на то, что Гарретт уже не работал с Шер, он сразу понял, что эта композиция идеально ей подходит. Когда певица вновь начала с ним сотрудничать, отказавшись от продюсерского контроля Сонни, трек был записан. «Half-Breed» не только дал название её следующему альбому, но и стал вторым сольным синглом Шер, достигшим вершины Billboard Hot 100. И альбом, и сингл получили золотую сертификацию RIAA, подтвердив её статус одной из ведущих поп-исполнительниц эпохи.
В 1974 году вышел сингл «Dark Lady», заглавная композиция нового альбома, который также поднялся на первую строчку Billboard Hot 100. Этот успех поставил Шер в один ряд с Розмари Клуни, Патти Пейдж и Конни Фрэнсис — рекордсменками по количеству чарттопперов среди женщин на тот момент. В том же году был выпущен сборник Greatest Hits, который, по словам Billboard, окончательно закрепил её репутацию «одной из самых стабильно успешных артисток последних пяти лет» и «суперзвезды, чьи пластинки всегда находят своего покупателя».
Параллельно сольной карьере дуэт Sonny & Cher пережил творческое возрождение: между 1971 и 1973 годами они выпустили четыре альбома на лейблах Kapp Records и MCA Records — Sonny & Cher Live (1971), All I Ever Need Is You (1972), Mama Was a Rock and Roll Singer, Papa Used to Write All Her Songs (1973) и Live in Las Vegas Vol. 2 (1973). Однако, как позже вспоминала сама Шер, этот период дался ей нелегко: плотный график, включавший съёмки в телешоу, гастроли и студийные записи, вынуждал её работать на износ, порой записывая альбомы всего за несколько дней.

### 1974—1979. Развод с Сонни и брак с Греггом Оллманом
Шер и Сонни официально прекратили свои отношения в конце 1972 года, однако оставались в браке ещё два года — во многом из-за профессиональных обязательств и желания сохранить общий бренд. Как позже выяснилось, их брак давно трещал по швам: Сонни не только изменял, но и жёстко контролировал карьеру и финансы супруги. К 1973 году они уже жили под одной крышей, поддерживая видимость семьи для публики, но фактически встречаясь с другими людьми. «Поклонники по-прежнему верят, что мы вместе, — записал Сонни в дневнике, — и так должно оставаться».
В январе 1974 года Шер получила «Золотой глобус» за лучшую женскую роль в телевизионном комедийном шоу The Sonny & Cher Comedy Hour, что стало её первым серьёзным признанием как самостоятельной артистки. Однако уже в феврале Сонни подал на раздельное проживание, ссылаясь на «непреодолимые противоречия». Шер ответила встречным иском, обвинив его в принудительном труде и удержании её доли доходов. Их шоу закрыли в апреле 1974 года, а попытка Сонни перезапустить проект под названием The Sonny Comedy Revue провалилась после 13 эпизодов.
В ходе бракоразводного процесса выяснилось, что Шер юридически являлась всего лишь сотрудницей компании Cher Enterprises, 95% которой принадлежало Сонни, а 5% — его адвокату. Контракт обязывал её работать исключительно на эту структуру, лишая творческой и финансовой самостоятельности. Помощь пришла от Дэвида Геффена, влиятельного музыкального продюсера, с которым у Шер начался роман ещё в 1973 году. Благодаря его поддержке ей удалось разорвать кабальные условия соглашения. После напряжённой судебной битвы Шер получила полную опеку над дочерью, а их брак был официально расторгнут 26 июня 1975 года. Несмотря на первоначальные планы Геффена жениться на Шер, их отношения дали трещину из-за его ревности и внутренних конфликтов, связанных с сексуальной идентичностью.
Освободившись от прежних обязательств, Шер подписала контракт с Warner Bros. Records на $2,5 миллиона и заявила о желании перейти от поп-музыки к более серьёзному рок-звучанию. Вдохновлённая творчеством Джони Митчелл, Карли Саймон и Джеймса Тейлора, она выпустила альбом Stars (1975), но он провалился как в коммерческом, так и в критическом плане. Рецензентка The Village Voice Джанет Мэслин едко заметила: «Шер — это совсем не рок-н-ролл… Образ, а не музыка, — вот главный ингредиент успеха Шер Боно и в записях, и на телевидении». Однако со временем пластинка обрела культовый статус и стала цениться как одна из её самых смелых работ.
Параллельно 12 февраля 1975 года стартовало её сольное шоу Cher на CBS. В передаче звучала музыка Шер, шли комедийные номера, монологи и демонстрировался обширный гардероб — самый масштабный для еженедельного шоу. Среди приглашённых звёзд эстрады были Дэвид Боуи, Рэй Чарльз, Элтон Джон, Бетт Мидлер, Тина Тёрнер и The Jackson 5. Критики отмечали, что Шер, в отличие от Сонни, смогла создать по-настоящему новаторский проект, «привнеся рок-эстетику в прайм-тайм». Несмотря на рейтинги, шоу закрыли после двух сезонов, отчасти из-за цензуры: сеть сочла образ независимой Шер «слишком провокационным» по сравнению с периодом, когда она выступала в паре. Позже певица признавалась: «Справиться с сольным шоу оказалось сложнее, чем я думала». Его заменой стал возрождённый проект с Сонни, но эпоха их дуэта уже подошла к концу.
Всего через четыре дня после официального развода с Сонни Боно — 30 июня 1975 года — Шер шокировала публику, выйдя замуж за Грегга Оллмана, лидера The Allman Brothers Band. Их роман начался ещё в январе, сразу после расставания с Дэвидом Геффеном, и развивался стремительно. Однако уже через девять дней брака Шер подала на развод, не выдержав его борьбы с героиновой зависимостью и алкоголизмом. Несмотря на это, пара вскоре помирилась, а 10 июля 1976 года у них родился сын Элайджа Блю Оллман.
В феврале 1976 года на экраны вернулось шоу The Sonny and Cher Show — первый в истории телевидения проект, где ведущими выступали разведённые супруги. Хотя премьера собрала высокие рейтинги, зрителей смущала их едкая перепалка на тему прошлых отношений, а скандалы вокруг брака Шер с Оллманом лишь усиливали негатив. К августу 1977 года шоу закрыли, несмотря на сохранявшуюся популярность. Параллельно в 1976 году компания Mego Toys выпустила линейку кукол Sonny & Cher. Фигурка Шер неожиданно обогнала по продажам Барби, став самой популярной куклой года. Однако её музыкальная карьера переживала спад: альбомы I’d Rather Believe in You (1976) и Cherished (1977), записанные под давлением лейбла в прежней поп-манере, провалились. Критики предполагали, что еженедельные телевыступления Шер снизили интерес к её пластинкам — публика и так получала «дозу» её творчества бесплатно.
В 1977 году Шер и Оллман, выступавшие под псевдонимом Allman and Woman, записали совместный альбом Two the Hard Way. Турне в поддержку пластинки по Европе обернулось хаосом: концерты посещали как поклонники Шер, так и фанаты The Allman Brothers Band, что приводило к стычкам в залах. Вскоре Шер отменила тур, а их брак окончательно распался (развод оформили в 1979 году). После этого Шер два года жила с Джином Симмонсом, басистом Kiss, а также ненадолго вернулась на телевидение со спецвыпусками Cher… Special (1978) — где представила сольную версию «Вестсайдской истории», сыграв все роли — и Cher… and Other Fantasies (1979). Эти проекты, однако, не смогли вернуть ей прежнего влияния в индустрии, ознаменовав временный творческий спад.

### 1979—1982. Второе музыкальное возвращение — от диско-дивы к рок-вокалистке
В 1979 году Шер официально закрепила за собой сценическое имя, отказавшись от фамилии. Столкнувшись с финансовыми трудностями в качестве матери-одиночки, воспитывающей двоих детей, она сознательно переориентировала музыкальную карьеру в сторону более коммерчески успешных проектов. Отложив на время амбиции стать рок-исполнительницей, она подписала контракт с лейблом Casablanca Records и совершила возвращение на сцену с диско-синглом «Take Me Home» и одноимённым альбомом, удачно вписавшись в бум этого жанра. Оба релиза мгновенно стали хитами, оставаясь в чартах большую часть 1979 года и вскоре получив золотой статус от RIAA. Коммерческий успех альбома отчасти связывают с его провокационной обложкой, на которой Шер предстала в откровенном наряде, стилизованном под доспехи валькирии.
Воодушевлённая успехом Take Me Home, Шер вновь попыталась обратиться к рок-звучанию, выпустив в том же году альбом Prisoner. Его обложка, изображавшая певицу обнажённой, закутанной в цепи, символизировала её личную борьбу с навязчивым вниманием прессы. Однако этот образ вызвал неоднозначную реакцию: феминистские организации осудили его как романтизацию образа секс-рабыни, а музыкальные критики отметили эклектичность альбома, где рок-композиции соседствовали с диско-треками, что в итоге привело к коммерческому провалу релиза. Единственным заметным синглом стала песня «Hell on Wheels», вошедшая в саундтрек фильма «Роллер Буги» (1979), посвящённого популярному в то время увлечению роликобежным спортом, в популяризации которого Шер сама принимала активное участие. Завершая сотрудничество с Casablanca Records, Шер записала вместе с Джорджо Мородером диско-композицию «Bad Love» для фильма «Лисы» (1980).

В 1980 году Шер предприняла попытку переосмыслить свою музыкальную карьеру, создав совместно со своим тогдашним партнёром гитаристом Лесом Дудеком рок-группу Black Rose. Стремясь подчеркнуть коллективный дух проекта и избежать ассоциаций со своим звездным статусом, она радикально изменила имидж: укоротила свои знаменитые длинные волосы и приняла панк-эстетику. Хотя Шер была ведущей вокалисткой, её имя не выносилось в название группы — этот жест должен был символизировать равенство участников. Несмотря на несколько телевизионных выступлений, коллектив столкнулся с трудностями при организации концертов. Их одноимённый альбом Black Rose (1980) был встречен критиками холодно, причём, как позже отмечала сама Шер в интервью Rolling Stone:
Критики обрушились не на пластинку — они обрушились на меня. Это было что-то вроде: «Как смеет Шер петь рок-н-ролл?».
Параллельно с работой в Black Rose Шер начала масштабное резидент-шоу в Caesars Palace (Лас-Вегас), где выступала дважды в день, семь дней в неделю, зарабатывая около $300 тысяч еженедельно. Этот контракт, начавшийся в июне 1979 года и продлившийся до 1982 года, со временем перерос в её первый сольный тур Take Me Home Tour, охвативший Северную Америку, Европу, Южную Африку и Австралию. Пресса называла её шоу «грандиознейшим кабаре-представлением в истории» — настолько зрелищными были номера, сочетавшие музыку, театральность и откровенные сценические костюмы. Успех резиденции был закреплён двумя телевизионными спецвыпусками: Standing Room Only: Cher in Concert (1981) и Cher… A Celebration at Caesars (1983), причём последний принёс ей премию CableACE Award как «лучшей актрисе в развлекательной программе».
К 1981 году группа Black Rose распалась. В том же году Шер записала дуэт «Dead Ringer for Love» с Митом Лоуфом — энергичную рок-композицию, достигшую пятой строчки в британских чартах и позднее признанную одним из самых ярких вокальных сотрудничеств десятилетия. Однако следующий шаг — альбом I Paralyze (1982), записанный в стилистике нью-вейва под лейблом Columbia Records — оказался коммерчески провальным.

### 1982—1987. Первые шаги на Бродвее, успех в кино и пауза в музыкальной карьере
Столкнувшись с падением продаж пластинок и сокращением радиоэфиров, Шер сосредоточилась на актёрской карьере. Несмотря на ранние амбиции, её первые кинопроекты — «Хорошие времена» (1967) и «Честити» (1969) — провалились как в коммерческом, так и в критическом плане, а Голливуд долгое время не воспринимал её всерьёз как актрису. Впоследствии она вспоминала: «Меня бросил звукозаписывающий лейбл, я не могла найти работу… [поэтому] уехала в Лас-Вегас», сравнив этот период с «кладбищем слонов» для угасающих звёзд. Хотя её шоу в Вегасе пользовались успехом, внутренне она чувствовала опустошённость: «Я зарабатывала состояние… но внутри медленно умирала».
Переломный момент наступил в 1982 году, когда Шер переехала в Нью-Йорк, чтобы изучать актёрское мастерство у Ли Страсберга в Актёрской студии, но так и не приступила к занятиям: её сразу утвердили на роль в бродвейской постановке Роберта Олтмена «Приходи ко мне на встречу, Джимми Дин, Джимми Дин». В пьесе, где также играли Карен Блэк и Сэнди Деннис, Шер воплотила образ участницы фан-клуба Джеймса Дина, собравшегося на встречу спустя 20 лет. Критики, ожидавшие провала, были удивлены её органичной игрой. Фрэнк Рич из The New York Times отметил, что её «жизнерадостная, естественная манера» выгодно выделялась на фоне переигрывающих партнёров, и даже пошутил, что пьесе «нужно больше Шер и меньше остальных». Вскоре Олтмен пригласил её повторить роль в одноимённой экранизации.
Успех на Бродвее открыл Шер двери в серьёзное кино: режиссёр Майк Николс, предложил ей роль Долли Пеликер — лесбийской подруги Карен Силквуд (Мерил Стрип) в драме «Силквуд» (1983). Публика поначалу скептически отнеслась к её участию; Шер вспоминала, как на предпоказе зрители смеялись, увидев её имя в титрах. Однако её проникновенная игра, полная сдержанной драматичности, заставила критиков изменить мнение. За эту роль она получила номинацию на «Оскар» как лучшая актриса второго плана и выиграла «Золотой глобус» в той же категории.
Фильм «Маска» (1985) стал для Шер первым крупным успехом в качестве ведущей актрисы — картина заняла второе место в американском прокате и получила восторженные отзывы критиков. Однако съёмочный процесс сопровождался конфликтами: режиссёр Питер Богданович призвал бойкотировать промокампанию в знак протеста против правок, внесённых студией Universal в финальный монтаж, но Шер отказалась его поддержать. В интервью она откровенно заявила: «Работая с Питером, я быстро поняла, что его личные амбиции для него важнее, чем судьба фильма». Исполнение роли Расти Деннис — наркозависимой байкерши, воспитывающей сына с редким генетическим заболеванием, — принесло ей приз за лучшую женскую роль на Каннском кинофестивале. Несмотря на прогнозы кинокритиков, Шер не была номинирована на «Оскар». Как позже отмечали аналитики, на это могли повлиять её публичный спор с Богдановичем и вызывающий имидж. На 58-й церемонии вручения премии она появилась в эпатажном наряде, напоминающем тарантула, который журнал Vanity Fair окрестил «платьем-местью». Иронично представив номинантов на лучшую мужскую роль второго плана, Шер пошутила: «Как видите, я внимательно изучила брошюру Академии о том, как должна выглядеть серьёзная актриса». Этот момент надолго запомнился публике.
В мае 1986 года Шер вновь оказалась в центре скандала после эпизода на шоу Late Night with David Letterman, время которого назвала ведущего «мудаком». Леттерман позже признался: «Мне было обидно. Шер — одна из немногих, кого я по-настоящему хотел видеть в программе… Я чувствовал себя полным идиотом, хотя сам часто отпускаю колкости». Однако в ноябре 1987 года она вернулась на шоу для трогательного воссоединения с Сонни Боно — их последнего совместного выступления с хитом «I Got You Babe» перед его гибелью. Как позже писал Rolling Stone, «они уже не были близки, но оба понимали: это будет незабываемый телевизионный момент. Будь тогда YouTube, ролик взорвал бы интернет». В том же месяце Шер выпустила аудиокнигу The Ugly Duckling — адаптацию сказки Андерсена 1843 года. The Washington Post отметила её талант рассказчицы: «Тёплый, искренний голос Шер идеально подходит для самых маленьких слушателей».

### 1987—1992. Звёздный час в кино и очередной музыкальный ренессанс
В 1987 году Шер снялась сразу в трёх фильмах, каждый из которых продемонстрировал разносторонность её актёрского таланта. В юридическом триллере Питера Йетса «Подозреваемый» она сыграла адвоката, защищающего обвиняемого в убийстве, и неожиданно влюбляющуюся в присяжного (Деннис Куэйд). В фантасмагорической чёрной комедии Джорджа Миллера «Иствикские ведьмы» она воплотила образ одной из трёх жительниц провинциального городка (наряду с Мишель Пфайффер и Сьюзан Сарандон), попавших под чары таинственного соблазнителя (Джек Николсон). Однако наибольший успех принёс ей фильм Нормана Джуисона «Власть луны» — романтическая комедия, в которой она сыграла итальянскую вдову, запутавшуюся в чувствах между женихом и его младшим братом (Николас Кейдж). Две последние картины вошли в десятку самых кассовых фильмов 1987 года.
Кинокритик The New York Times Джанет Мэслин отмечала, что «Власть луны» «лишний раз доказывает, что Шер превратилась в того самого харизматичного кинокумира, за которым стоит следить, чем бы она ни занималась». За эту работу Шер получила «Оскар» за лучшую женскую роль и «Золотой глобус» в категории «Лучшая актриса в мюзикле или комедии». К 1988 году она стала одной из самых востребованных актрис десятилетия, получая гонорары в размере миллиона долларов за фильм. В том же году она выпустила парфюм Uninhibited («Раскованная»), который принёс $15 миллионов за первый год продаж.
К концу 1980-х за Шер прочно закрепился образ эксцентричной звезды — благодаря эпатажным нарядам, пластическим операциям и романам с мужчинами значительно младше её. В разное время её связывали отношения с актёрами Вэлом Килмером, Эриком Штольцем и Томом Крузом, гитаристом Bon Jovi Ричи Самборой, хоккеистом Роном Дюгеем, продюсером Джошуа Доненом, а также Робом Камилетти — пекарем, который был моложе её на 18 лет. Пресса тут же окрестила его «Бейгл-боем» (от англ. bagel — «бублик»), и их отношения, продлившиеся с 1986 по 1989 год, активно обсуждались в таблоидах.
Параллельно с актёрской карьерой Шер возродила интерес к своей музыке. В 1987 году она подписала контракт с Geffen Records и, по словам музыкальных критиков Джонни Данзы и Дина Фергюсона, выпустила «самую впечатляющую серию хитов в своей карьере», окончательно закрепив за собой статус «серьёзной рок-исполнительницы — титула, к которому она шла долгие годы». Её первый альбом на новом лейбле, Cher (1987), был спродюсирован Джоном Бон Джови, Майклом Болтоном, Ричи Самборой и Дезмондом Чайлдом. Несмотря на первоначальное недоверие радиостанций и ритейлеров, пластинка стала коммерчески успешной, получив платиновый статус. Главным хитом с альбома стала мощная глэм-метал-баллада «I Found Someone» — первый за восемь лет сингл Шер, попавший в топ-10 американского чарта Billboard Hot 100.
В 1989 году Шер была удостоена премии People’s Choice Awards как «Самая популярная разноплановая актриса». Её 19-й студийный альбом Heart of Stone (1989) возглавил чарты Австралии, вошёл в топ-10 США, Канады, Великобритании и Новой Зеландии, а в Штатах получил тройной платиновый статус. Альбом породил три хита, попавших в американский топ-10: дуэт с Питером Сетерой «After All», энергичный «Just Like Jesse James» и культовую балладу «If I Could Turn Back Time». Последняя семь недель держалась на первом месте в Австралии, стала одной из визитных карточек певицы и вызвала скандал из-за откровенного клипа, снятого на борту линкора USS Missouri. В поддержку альбома Шер отправилась в Heart of Stone Tour (1989—1990), который критики хвалили за ностальгическую привлекательность и мастерство исполнительницы. В феврале 1991 года на телеэкраны вышел концертный спецвыпуск Cher… at the Mirage, запечатлевший её выступление в Лас-Вегасе.
После трёхлетнего перерыва в кино Шер вернулась на большой экран в драме «Русалки» (1990), где сыграла свободолюбивую мать-одиночку (прообразом которой стала её собственная мать), переезжающую с дочерьми (Вайнона Райдер, Кристина Риччи) от одного неудачного романа к другому. Съёмки сопровождались конфликтами: первые два режиссёра, Лассе Халльстрём и Фрэнк Оз, покинули проект, и его возглавил Ричард Бенджамин. Продюсеры, делая ставку на Шер как на главную звезду, предоставили ей творческий контроль. Фильм стал кассовым успехом и получил положительные отзывы. Один из двух треков, записанных Шер для саундтрека — кавер на «The Shoop Shoop Song (It’s in His Kiss)» Бетти Эверетт, — пять недель возглавлял британский чарт.
Последний альбом Шер для Geffen Records, Love Hurts (1991), шесть недель лидировал в Великобритании и получил золотую сертификацию в США. Сингл «Love and Understanding» вошёл в британский топ-10. Рецензент Entertainment Weekly Джим Фарбер отметил, что Шер «превращает тексты о разбитом сердце в гимны мести, а не жертвенности», подчёркивая её образ сексуально независимой и сильной женщины. Вслед за релизом она отправилась в тур Love Hurts Tour (1991—1992) и выпустила эксклюзивный для Великобритании сборник Greatest Hits: 1965—1992 (1992), семь недель возглавлявший местный чарт.
Параллельно Шер воспользовалась общественным интересом к своей моложавой внешности, выпустив книгу о здоровом образе жизни Forever Fit (1991) и два фитнес-видео: CherFitness: A New Attitude (1991) и CherFitness: Body Confidence (1992).

### 1992—1998. От звезды Голливуда до «Королевы телемагазинов»; гибель Сонни Боно
В начале 1990-х годов Шер столкнулась с серьёзными проблемами со здоровьем: после заражения вирусом Эпштейна — Барр у неё развилась болезнь системной непереносимости нагрузок (миалгический энцефаломиелит), из-за чего она временно отошла от активной творческой деятельности. Заболевание лишило её сил для работы над музыкальными или кинопроектами, что вынудило её отказаться от главных ролей в фильмах «Тельма и Луиза» и «Война супругов Роуз». В этот период её кинокарьера ограничилась камео в фильмах Роберта Олтмена «Игрок» (1992) и «Высокая мода» (1994).
Чтобы обеспечить стабильный доход, Шер начала сниматься в рекламных роликах, продвигая товары для здоровья, красоты и диетические продукты. Эти проекты принесли ей почти $10 миллионов, но одновременно вызвали волну критики. Многие восприняли это как коммерческую сделку, ставящую под вопрос её статус серьёзной актрисы. Журнал Entertainment Weekly заявил, что она утратила «с трудом завоёванное положение звезды уровня „А“», а её образ «королевы телемагазинов» стал объектом насмешек — от пародий на Saturday Night Live до шутки в фильме «Бестолковые» (1995), где героиня по имени Шер Хоровиц иронично замечает, что названа в честь «великой певицы прошлого, которая теперь снимается в рекламе». Сама Шер позже признавалась: «Внезапно я стала Королевой телемагазинов… люди словно забыли всё, чего я добилась раньше».
В 1993 году она с юмором обыграла свой имидж, перезаписав хит «I Got You Babe» вместе с мультяшными персонажами MTV Бивисом и Баттхедом, которые представили её как «цыпочку с татухами на заднице... постарше... видавшую виды [и] когда-то бывшую замужем за каким-то придурком» (намёк на Сонни Боно). В 1995 году она вернулась на вершину британского чарта с благотворительным синглом «Love Can Build a Bridge», записанным вместе с Крисси Хайнд, Нене Черри и Эриком Клэптоном. В том же году на лейбле WEA Шер выпустила альбом It’s a Man’s World, состоящий из каверов на песни, изначально исполненные мужчинами. Работа получила одобрение критиков, отметивших её вокальный рост и влияние R&B. Стивен Холден из The New York Times назвал пластинку «сборником зрелых поп-композиций, наполненных подлинной душевностью». Альбом, включавший успешные синглы «Walking in Memphis» (получивший серебряный сертификат BPI) и «One by One» (попавший в топ-10 Великобритании), занял высокие места в чартах Австрии и Великобритании. Однако его переработанная американская версия, адаптированная под радиоформат, не нашла отклика у публики, едва добравшись до 64-й строчки Billboard 200.
В 1996 году Шер вновь заявила о себе как о серьёзной актрисе, сыграв вместе с Деми Мур и Сисси Спейсек в телефильме «Если бы стены могли говорить» — драматической антологии, состоящей из трёх новелл, посвящённых теме абортов в разные исторические периоды. Этот проект стал для неё режиссёрским дебютом: она не только исполнила роль врача, ставшего мишенью антиабортного движения, но и выступила режиссёром заключительной части фильма. Картина установила рекорд канала HBO, собрав у экранов 6,9 миллиона зрителей и став самым рейтинговым оригинальным фильмом в истории телесети на тот момент.
В том же году Шер вернулась на большой экран после шестилетнего перерыва, сыграв главную роль в чёрной комедии Пола Мазурски «Верность». Её героиня — женщина с суицидальными наклонностями, муж которой нанимает киллера (Чезз Палминтери), чтобы убить её. Несмотря на то, что The New York Times отметил её игру, написав, что она «изо всех сил старается раскрыть комический потенциал в роли жертвы», сама Шер резко раскритиковала фильм, отказавшись от его продвижения и назвав результат «ужасным». Картина провалилась как в прокате (собрав всего $2 миллиона), так и у критиков.
В 1998 году бывший муж и партнёр по дуэту Сонни Боно погиб в результате несчастного случая на горнолыжном курорте. На его похоронах Шер, рыдая, произнесла проникновенную речь, назвав Сонни «самым незабываемым человеком» в своей жизни. Позже она почтила его память, став ведущей специального выпуска CBS Sonny & Me: Cher Remembers, вышедшего в эфир 20 мая 1998 года. В том же месяце дуэт Sonny & Cher получил звезду на Голливудской «Аллее славы». Осенью того же года Шер выпустила книгу The First Time — сборник автобиографических эссе, описывающих ключевые «первые моменты» её жизни. Критики оценили откровенность и искренность текстов, отметив, что читателям будет легко соотнести себя с её переживаниями. Рукопись была практически готова к моменту гибели Сонни, и Шер долго сомневалась, стоит ли включать этот трагический эпизод, опасаясь, что это могут воспринять как попытку спекуляции. В интервью Rolling Stone она объяснила: «Возможно, я бы проигнорировала это, если бы заботилась о мнении людей больше, чем о том, что чувствую правильным для себя».

### 1998—2002. Четвёртое возвращение в музыку и дебют в качестве автора песен
Альбом Believe (1998), 22-й по счёту в дискографии Шер, ознаменовал её переход от рок-звучания к танцевальной поп-музыке, вдохновлённой диско 1970-х. Этот релиз стал коммерческим триумфом: было продано 11 миллионов копий по всему миру, а в США он получил четырёхкратный платиновый статус, ещё в 39 странах — золотую или платиновую сертификацию. Журнал Entertainment Weekly назвал этот альбом «самым впечатляющим возвращением в истории шоу-бизнеса», отметив, что он познакомил Шер с новым поколением слушателей, «которые ещё не родились, когда „I Got You Babe“ покоряла чарты в 1965 году».
Ведущий сингл «Believe» возглавил хит-парады в 23 странах и разошёлся тиражом более 10 миллионов копий, став самым продаваемым синглом 1998 года в Великобритании и 1999 года в США. В британском чарте он дебютировал на первой позиции, удерживал её семь недель и установил рекорд как самый успешный сингл, исполненный женщиной. В США песня провела четыре недели на вершине Billboard Hot 100, сделав 52-летнюю Шер самой возрастной исполнительницей, достигшей этого результата. Издание Pitchfork подчеркнуло, что «в исполнении Шер — уверенной, харизматичной и невероятно талантливой женщины, чья личная жизнь часто становилась объектом насмешек, — эта композиция обрела дополнительный смысл, став гимном стойкости». Сингл принёс Шер «Грэмми» в категории «Лучшая танцевальная запись» и награду Billboard Music Award за самый «горячий» трек года. Второй сингл с альбома, «Strong Enough», возглавил чарты Венгрии и вошёл в топ-5 в Австрии, Бельгии, Франции, Германии, Исландии, Польше, Шотландии, Испании, Швейцарии и Великобритании.
Параллельно с музыкальным успехом Шер вернулась в кино, сыграв эксцентричную американку в военной драме Франко Дзеффирелли «Чай с Муссолини» (1999). Её героиня, яркая светская львица, оказывается в окружении чопорных англичанок (Джуди Денч, Мэгги Смит) в предвоенной Италии. Критики высоко оценили её работу: Entertainment Weekly отметил, что Шер остаётся «обаятельной, загадочной и невероятно органичной», а Film Comment написал, что её появление напомнило, «как сильно её не хватало на большом экране».
31 января 1999 года Шер исполнила гимн США на церемонии открытия Супербоула XXXIII. В том же году она стала хедлайнером телевизионного шоу VH1 Divas Live ’99, собравшего 19,4 миллиона зрителей и ставшего самым рейтинговым проектом в истории канала на тот момент. Её масштабный тур Do You Believe? Tour (1999—2000) прошёл с аншлагами во всех американских городах, а общая аудитория по всему миру превысила 1,5 миллиона человек. Концертный спецвыпуск Cher: Live in Concert — From the MGM Grand in Las Vegas (1999) стал самой популярной оригинальной программой HBO в сезоне 1998—1999. По итогам года Billboard назвал Шер лучшей  исполнительницей в жанре танцевальной музыки. Пользуясь волной успеха, её бывший лейбл Geffen Records выпустил сборник If I Could Turn Back Time: Cher’s Greatest Hits (1999), получивший золотой статус в США. Одновременно для международного рынка был подготовлен альбом The Greatest Hits (1999), занявший первое место в общеевропейском чарте Top 100 Albums.
В 2000 году Шер выпустила необычный для её основного творчества альбом Not Commercial, написанный ею после посещения авторского семинара в 1994 году. Название отразило реакцию звукозаписывающей компании, отвергнувшей материал как «интересный, но некоммерческий» из-за резкой лирики, затрагивающей такие темы, как самоубийство Курта Кобейна, бездомность, забвение ветеранов и личные травмы. Несмотря на контракт с крупным лейблом, Шер самостоятельно выпустила альбом через свой сайт. Песня «Sisters of Mercy», в которой она называет монахинь, не позволивших её матери забрать её из католического приюта, «дочерьми ада», вызвала резкую критику со стороны Церкви.
Продолжая танцевальную линию Believe, Шер представила альбом Living Proof (2001), достигший первого места в Греции и девятого — в США, где получил золотую сертификацию. В него вошли синглы «The Music’s No Good Without You» (топ-10 в Великобритании), номинированная на «Грэмми» композиция «Love One Another» и посвящённая жертвам терактов 11 сентября «Song for the Lonely» — дань уважения «мужественным людям Нью-Йорка». В 2002 году Billboard вновь признал Шер лучшей танцевальной исполнительницей, а на церемонии Billboard Music Awards Стивен Тайлер вручил ей награду за достижения в области искусства, подчеркнув «вклад в переосмысление популярной музыки и выдающиеся достижения в чартах». К этому моменту её состояние оценивалось в $600 миллионов.

### 2002—2015. «Прощальные» туры и резидент-шоу в Лас-Вегасе
В июне 2002 года Шер запустила Living Proof: The Farewell Tour, который изначально позиционировался как её прощальное концертное турне, хотя сама певица подчёркивала, что не собирается прекращать записывать музыку и сниматься в кино. Музыкальный критик The New York Times Джон Парелес назвал это шоу «триумфом над условностями, возрастом и гравитацией», отметив, что Шер остаётся «хитовой машиной, не подвластной времени». Первоначально запланированный на 49 выступлений, тур неоднократно продлевался из-за высокого спроса. К октябрю 2003 года он стал самым кассовым турне среди женщин-исполнителей, собрав 145 миллионов долларов с 200 концертов и 2,2 миллиона зрителей. Телевизионная трансляция шоу Cher: The Farewell Tour на канале NBC привлекла 17 миллионов зрителей, став самым рейтинговым концертным спецвыпуском 2003 года и принеся Шер премию «Эмми» в категории «Лучшее варьете, музыкальная или комедийная программа».
После ухода с Warner UK в 2002 году Шер подписала глобальный контракт с Warner Bros. Records в сентябре 2003-го. По версии Forbes, она стала самой высокооплачиваемой женщиной-музыкантом года с доходом в $33,1 миллиона. Её сборник The Very Best of Cher (2003) достиг четвёртой строчки в Billboard 200 и получил двойной платиновый статус от RIAA. В комедии братьев Фаррелли «Застрял в тебе» (2003) Шер сыграла сатирическую версию самой себя, вступившую в отношения со старшеклассником (Фрэнки Муниз), что стало отсылкой к медийной шумихе вокруг её романов с более молодыми мужчинами. Farewell Tour завершился в апреле 2005 года после 325 концертов, собрав более 3,5 миллиона зрителей и $250 миллионов, войдя в десятку самых кассовых турне 2000-х.
После трёхлетнего перерыва Шер подписала контракт на $60 миллионов для резидент-шоу Cher (2008—2011) в Колизее отеля Caesars Palace (Лас-Вегас). Шоу, включавшее передовые сценические технологии и более 20 смен костюмов, стало одним из самых зрелищных в её карьере. В 2010 году она вернулась в кино, сыграв владелицу ночного клуба в мюзикле «Бурлеск» — своей первой музыкальной роли со времён фильма «Хорошие времена» (1967). Её персонаж, строгая наставница начинающей исполнительницы (Кристина Агилера), добавил картине харизмы. Несмотря на смешанные отзывы и скромные сборы при выходе, позже фильм приобрёл культовый статус. Журнал Entertainment Weekly назвал его «ламповым нишевым кэмпом, вдохновившим всё — от драг-шоу до вирусных мемов». Баллада «You Haven’t Seen the Last of Me» с саундтрека возглавила Billboard Dance Club Songs в январе 2011 года, сделав Шер единственным артистом, чьи синглы занимали первые места в чартах Billboard на протяжении шести десятилетий подряд (1960-е — 2010-е).
После озвучивания львицы Джанет в комедии «Смотритель зоопарка» (2011) Шер выступила продюсером документального фильма Dear Mom, Love Cher (2013), посвящённого её матери — Джорджии Холт. Лента рассказывает о том, как Шер помогла 87-летней Холт осуществить давнюю мечту: записать дебютный альбом. В том же году вышел Closer to the Truth — первый студийный альбом певицы с 2001 года. Он дебютировал на третьей строчке Billboard 200, став её самым успешным релизом в этом чарте, а также вошёл в топ-10 в Канаде, Германии, Шотландии и Великобритании. The Boston Globe отметила, что «титул „Богини поп-музыки“ у Шер пока не грозит отобрать никто — даже в 67 лет она звучит убедительнее, чем Мадонна или Дженнифер Лопес, пытающиеся соответствовать молодёжным трендам».
Ведущий сингл «Woman’s World» был впервые исполнен ею в финале четвёртого сезона шоу The Voice — это стало её первым живым выступлением на ТВ за более чем десять лет. Позже она вернулась в проект в пятом сезоне в качестве наставника команды Блейка Шелтона. В июне 2013 года Шер выступила хедлайнером благотворительного мероприятия Dance on the Pier, посвящённого Дню ЛГБТК-прайда, собрав рекордное за пять лет количество зрителей.
Несмотря на предыдущие заявления о «прощальном туре», в марте 2014 года Шер отправилась в Dressed to Kill Tour, в шутку называя его «последним — на этот раз точно» (во время выступлений она даже скрещивала пальцы, намекая на условность таких обещаний). Первая часть тура, включавшая 49 аншлаговых концертов в Северной Америке, принесла $54,9 миллиона. Однако оставшиеся даты пришлось отменить из-за серьёзной инфекции почек у певицы.
В 2015 году Шер объединилась с хип-хоп-группой Wu-Tang Clan, приняв участие в их альбоме Once Upon a Time in Shaolin — под своим ранним псевдонимом Бонни Джо Мейсон, который использовала в 1964 году. Этот проект был выпущен в единственном экземпляре и продан через онлайн-аукцион, став самым дорогим альбомом в истории.

### 2015—2022. Трибьют ABBA и сотрудничество с модными домами
В феврале 2017 года Шер начала трёхлетнюю концертную резиденцию Classic Cher в Park Theater (Лас-Вегас) и The Theater at MGM National Harbor (Вашингтон), где исполняла свои главные хиты в камерной атмосфере. В том же году она впервые за 15 лет выступила на церемонии Billboard Music Awards, представив легендарные композиции «Believe» и «If I Could Turn Back Time». На той же церемонии Гвен Стефани вручила ей награду Billboard Icon Award, назвав Шер «воплощением слова „икона“» и образцом силы, стойкости и подлинности в искусстве. В марте 2018 года она стала хедлайнером 40-го юбилейного фестиваля Sydney Gay and Lesbian Mardi Gras — билеты на её выступление были распроданы за три часа после того, как она намекнула на своё участие в Twitter.
После почти десятилетнего перерыва в кино Шер вернулась на большой экран в мюзикле «Mamma Mia! 2» (2018), сиквеле и приквеле знаменитой экранизации 2008 года. В фильме она сыграла Руби Шеридан — бабушку Софи (Аманда Сейфрид) и мать Донны (Мерил Стрип), несмотря на то, что в реальности Шер всего на три года старше Стрип. Режиссёр Ол Паркер с юмором объяснил этот кастинг: «Шер существует вне времени». Критики единогласно назвали её появление одним из ярчайших моментов фильма, а издание Vulture заявило: «Любой фильм стал бы бесконечно лучше, если бы в нём была Шер». Для саундтрека она записала две песни ABBA — «Fernando» и «Super Trouper», причём Бьорн Ульвеус, автор оригинальных композиций, отметил: «Отныне „Fernando“ принадлежит ей. Это её песня».
Во время продвижения картины Шер анонсировала полноценный альбом с каверами на ABBA. Пластинка Dancing Queen, выпущенная в сентябре 2018 года, дебютировала на третьей строчке Billboard 200, повторив успех предыдущего альбома и став её самым высоким чартовым достижением за последние годы. С продажами в 153 000 эквивалентных единиц за первую неделю она установила рекорд года среди поп-альбомов, исполненных женщинами. Критики встретили релиз с восторгом: Rolling Stone отметил, что Шер переосмыслила песни ABBA так, будто они изначально были написаны для неё, а Entertainment Weekly назвал Dancing Queen её «самой значимой работой со времён Believe». Этот проект не только подтвердил её статус королевы камбеков, но и продемонстрировал, что даже спустя десятилетия карьеры Шер продолжает задавать тренды и покорять новые вершины.
Тур Here We Go Again Tour, начавшийся в 2018 году, должен был стать масштабным концертным путешествием по миру, но был приостановлен в 2020-м из-за пандемии COVID-19. Несмотря на вынужденный перерыв, Rolling Stone назвал его доказательством того, что Шер «может заткнуть за пояс любую поп-звезду любого поколения». Параллельно в 2018—2019 годах на Бродвее с успехом шёл The Cher Show — мюзикл-биография, в котором три актрисы воплощали разные этапы её жизни. После бродвейского прогона спектакль отправился в тур по Великобритании, Ирландии и США. В декабре 2018 года Шер получила одну из самых престижных наград в мире искусства — премию Центра Кеннеди — за «исключительный вклад в культуру». Церемония чествования включала трибьют-выступления Адама Ламберта, Синди Лопер и группы Little Big Town. В 2019 году она также запустила новый парфюм Cher Eau de Couture — гендерно-нейтральный аромат, ставший продолжением её культовых духов Uninhibited.
Во время пандемии Шер сосредоточилась на проектах, которые можно было реализовать удалённо. В мае 2020 года она выпустила свой первый испаноязычный трек — кавер на песню ABBA «Chiquitita», все доходы от которого направила в ЮНИСЕФ. Позже она озвучила саму себя в анимационном фильме «Болванчики» и присоединилась к благотворительной супергруппе BBC Radio 2 Allstars, записав кавер на песню Oasis «Stop Crying Your Heart Out» в поддержку фонда Children in Need. Этот трек вошёл в топ-10 британского чарта. Несмотря на отсутствие новых киноролей, The New York Times Magazine включил Шер в ежегодный список «Лучших актёров» за 2020 год, отметив её «лучезарную» игру в фильме «Власть луны» (1987) как источник утешения во времена локдауна.
Параллельно Шер продолжила сотрудничество с ведущими модными домами. После появления на Met Gala-2015 в качестве гостя Марка Джейкобса она стала лицом его осенне-зимней кампании, а затем снялась вместе с рэпером Фьючером для рекламы Gap. В 2020-х её можно было увидеть в кампаниях Dsquared2, MAC Cosmetics и UGG, а в июне 2022 года она совместно с Versace представила капсульную коллекцию Chersace, часть прибыли от которой была направлена в поддержку ЛГБТК-сообщества. В сентябре того же года она вышла на подиум Парижской недельной моды, закрыв показ Balmain, а в ноябре стала лицом их новой кампании Balmain Blaze.
Личная жизнь Шер также остаётся в центре внимания: в ноябре 2022 года она подтвердила отношения с музыкальным продюсером Александром Эдвардсом, который младше её на 40 лет. Реакцию на эту разницу в возрасте она парировала в Twitter: «Любовь не знает арифметики».

### 2023—н.в.Рождественский альбом, введение в Зал славы рок-н-ролла и мемуары
В 2023 году Шер выпустила свой первый рождественский альбом Christmas, в который вошли дуэты с Синди Лопер, Стиви Уандером, Майклом Бубле, Дарлин Лав и рэпером Tyga. Пластинка заняла первое место в чарте Billboard Top Holiday Albums и вошла в десятку лучших в Австрии, Германии, Шотландии и Великобритании. Ведущий сингл «DJ Play a Christmas Song» в декабре 2023 года возглавил хит-парады Billboard Adult Contemporary и Dance/Electronic Digital Song Sales, что позволило Шер сохранить её уникальный рекорд: она остаётся единственным сольным исполнителем, чьи синглы достигали первого места в чартах Billboard на протяжении семи десятилетий подряд (с 1960-х по 2020-е).
В том же декабре Шер раскритиковала Зал славы рок-н-ролла за то, что её не включили в список номинантов с 1990 года, несмотря на её вклад в музыку. Она заявила, что не согласилась бы войти в него даже «за миллион долларов», и предложила учреждению «отправиться куда подальше». Однако уже в феврале 2024 года она получила свою первую номинацию, а 19 октября была официально включена в Зал славы, став первым в истории музыкантом, удостоенным как «Оскара» за актёрскую работу, так и этого почётного звания. Несмотря на прежние заявления, Шер приняла награду, объяснив это уважением к другим новым членам Зала. Во время церемонии она исполнила свои хиты «If I Could Turn Back Time» и «Believe» — последний в дуэте с Дуа Липой.
В ноябре 2024 года Шер представила первую часть своих мемуаров под названием Cher: The Memoir, Part One, посвящённую детству, началу карьеры и отношениям с Сонни Боно и Греггом Оллманом. Книга, над которой она работала семь лет, дебютировала на первой строчке списка бестселлеров The New York Times и удерживала эту позицию три недели. Вторая часть воспоминаний ожидается в 2025 году. В честь 60-летия творческой деятельности певица выпустила сборник лучших хитов Forever (2024), доступный в двух версиях: стандартной (21 трек) и расширенной цифровой Forever Fan (40 треков), куда вошли песни дуэта Sonny & Cher и редкие записи, отобранные лично Шер. Издание Rolling Stone обратило внимание на отсутствие в альбоме её третьего хита номер один в Billboard Hot 100 — «Half-Breed» — связав это с тенденцией переосмысления артистами своего наследия в контексте современных культурных норм.

## Анализ творчества

### Музыка и вокал
Шер на протяжении своей карьеры экспериментировала с самыми разными музыкальными стилями, включая рок (фолк-рок, панк, арена-рок и поп-рок), соул, джаз, диско, нью-вейв, пауэр-баллады, хип-хоп и электронную танцевальную музыку. Как отмечала сама певица, её творческий поиск всегда был направлен на то, чтобы оставаться актуальной и создавать музыку, которая находит отклик у слушателей. Музыковед Энни Залески в эссе, посвящённом включению Шер в Зал славы рок-н-ролла, подчёркивала, что певица с удивительной лёгкостью исполняет практически любые жанры.
Тематически её творчество часто вращается вокруг мотивов сердечных ран, независимости и женской силы, что, по словам журналистки Джуди Видер из издания Out, сделало Шер «символом сильной, но несчастной в любви женщины». Критик Goldmine Филл Мардер связывал её музыкальный успех с безупречным выбором материала: если в начале карьеры ключевую роль играли песни, написанные Сонни Боно, то в сольных работах Шер опиралась на талантливых независимых авторов, чьи композиции идеально соответствовали её стилю. Особняком в её дискографии стоит альбом Not Commercial (2000), состоящий в основном из её собственных песен. Как отмечал рецензент AllMusic Хосе Ф. Промис, эта работа, выдержанная в духе фолк-исполнителей 1970-х, раскрывает её навыки рассказчицы.
Сценический образ Шер — сочетание драматизма и харизмы — стал неотъемлемой частью её искусства. Роберт Хилберн из Los Angeles Times писал, что уже в ранних хитах певицы чувствовалась «та самая властность и уверенность, которые сегодня ассоциируются с рок-н-роллом». Многие из этих песен затрагивали темы, редко звучавшие в американской поп-музыке: развод, проституция, ранняя беременность и расовая дискриминация. Например, сингл «The Way of Love» (1972), по мнению критика Джо Виглионе (AllMusic), можно интерпретировать как прощальную песню, адресованную либо женщине, либо гею — двусмысленность подчёркивалась андрогинным вокалом Шер, способным передавать как мужскую, так и женскую перспективу.
Шер обладает уникальным контральто, которое критики и музыкальные эксперты неизменно выделяют как одну из самых узнаваемых черт её исполнительского стиля. Энн Пауэрс из The New York Times назвала её голос «квинтэссенцией рок-вокала – неидеальным, своеобразным и идеально передающим индивидуальность». Музыковед Энни Залески сравнивала тембр Шер с «роскошным чёрным бархатом — низким, томным и обволакивающим», отмечая широкий диапазон и характерное вибрирование, придающее её пению особую выразительность. Брюс Эдер подчёркивал, что интенсивность и эмоциональная глубина её голоса усиливаются актёрским мастерством, создавая «невероятно мощное воздействие на слушателя». Лора Снейпс из The Guardian писала о «чудесной» способности Шер передавать в вокале одновременно уязвимость, ярость и боль, что превращает каждую её песню в мини-драму. Залески добавляет, что её манера пения воспринимается как «прямое обращение к душе», а писатель Пол Симпсон отмечал, что Шер произносит тексты «с такой убеждённостью, будто раскрывает вечные истины о человеческой природе».
Говоря о раннем периоде творчества Шер в 1960-х, музыкальный критик Роберт Хилберн отмечал, что «никто не мог сравниться с чистым, соблазнительным напором её голоса». Однако в 1970-х годах её вокальная манера претерпела изменения — как писал Брюс Эдер, её исполнение стало более драматичным, эмоционально насыщенным, «почти столько же сыгранным, сколько спетым». Новый этап в развитии её вокального стиля наступил в 1980 году с выходом альбома Black Rose, где Шер использовала более резкую, агрессивную манеру пения, что идеально соответствовало её образу уверенной в своей сексуальности рок-дивы. Однако к середине 1990-х, работая над альбомом It’s a Man’s World, она сознательно сменила подход, взяв более высокие регистры и минимизировав вибрато, что придало её голосу неожиданную хрупкость и камерность.
Подлинную революцию в музыке Шер совершила в 1998 году с синглом «Believe» – это была первая коммерческая запись, где технология Auto-Tune была использована не для коррекции вокала, а как художественный приём, создающий футуристический «роботизированный» эффект. Несмотря на сопротивление звукозаписывающей компании, Шер настояла на сохранении этой обработки, заявив: «Вы измените эту песню только через мой труп». Этот приём, получивший название «эффект Шер», по словам музыкального критика Pitchfork Саймона Рейнольдса, «революционизировал звучание поп-музыки» и стал «саундом XXI века». Впоследствии Шер активно использовала Auto-Tune в альбоме Living Proof (2001) и других поздних работах, подтверждая свою репутацию новатора, всегда находящегося на острие музыкальных тенденций.

### Актерский стиль и экранный образ
Журнал Maclean’s в статье Барбары Уикенс охарактеризовал Шер как «возможно, самую завораживающую кинозвезду своего поколения», подчеркнув её «магнетическое» экранное присутствие и уникальную способность сочетать в себе дерзкую провокационность с загадочностью. Film Comment отмечал, что Шер — «истинная звезда в классическом понимании: даже полностью перевоплощаясь в роль, она никогда не позволяет зрителю забыть, что на экране — именно она». Критик New York Post Дэвид Эдельштейн связывал её «феноменальную звёздную харизму» с умением передавать на экране «искренность, эмоциональную открытость и обнажённую уязвимость». Дэвид Денби из журнала New York обращал внимание на её необычную внешность как ключевой элемент притягательности: «Её черты — странные, слегка ориентальные, с хищным оттенком — соответствуют каноническому голливудскому образу звезды, от которой невозможно отвести взгляд».
Исследователь поп-культуры Ивонн Таскер отмечала, что кинематографические роли Шер отражают её публичный имидж — бунтарки, сексуально раскрепощённой и самостоятельной женщины, добившейся всего собственными силами. Нередко её героини выступают проводниками для маргинализированных мужских персонажей, помогая им интегрироваться в общество. Эта ассоциация была намеренно обыграна в эпизоде «Секретных материалов» («Постмодернистский Прометей», 1997), где генетический мутант, отвергнутый обществом, боготворит Шер за её роль в фильме «Маска» (1985) — истории матери, беззаветно любящей своего обезображенного болезнью сына. Кинокритик Кэтлин Роу, анализируя «Власть луны» (1987), писала, что образ героини Шер как «доминирующей женщины дополнительно усиливается её собственной звёздной персоной, разрушающей традиционные представления о женственности».
Billboard поставил исполнение Шер во «Власти луны» на первое место в списке «100 лучших актёрских работ музыкантов в кино», назвав его «эталоном, с которым невольно сравниваешь все остальные». Американский институт кино включил фильм в десятку величайших романтических комедий в истории. Журнал People назвал Шер одной из «100 самых выдающихся кинозвёзд современности», а Biography поместил её на третье место в рейтинге самых любимых актрис, уступив лишь Кэтрин Хепбёрн и Одри Хепбёрн. Эти оценки подтверждают, что Шер удалось не просто преодолеть границы между музыкой и кинематографом, но и создать универсальный образ артиста, чьё влияние выходит далеко за рамки отдельных жанров или эпох.

### Музыкальные клипы и выступления
Шер не только создала уникальный музыкальный стиль, но и переосмыслила саму концепцию сценического шоу, превратив свои выступления в многогранные перформансы, где музыка переплетается с театром, автобиографией и социальным высказыванием. Её клипы и концертные номера, часто балансирующие на грани провокации, последовательно исследуют темы самоидентификации, женской сексуальности и перфекционизма как творческого принципа. Как отмечают исследователи, её шоу — это не просто набор песен, а тщательно сконструированные мультимедийные ретроспективы, где архивные кадры, театрализованные сцены и современные технологии сливаются в единый нарратив.
Ярким примером такого подхода стал концертный фильм Cher... at the Mirage (1991), где Шер остроумно обыграла собственный медийный образ. Вместо традиционных бэк-дансеров на сцене появился мужчина, переодетый в её наряд с церемонии «Оскара» 1986 года. Зрители сначала приняли его за саму певицу, но затем настоящая Шер выходила в другом костюме, а двойник начинал взаимодействовать с гигантскими символами славы — микрофонами, статуэтками и зеркалами. Как позже объясняли критики, этот приём позволил ей дистанцироваться от созданного медиа «мифа Шер», одновременно подтверждая его существование. Подобные метафоричные решения превращали её концерты не просто в развлекательные шоу, а в размышления о природе знаменитости, где сама певица выступала одновременно и как участник, и как рассказчик собственной истории.
Масштаб её постановок нередко затмевал даже музыку, которую они должны были представлять. Журналисты отмечали, что Шер стала одной из первых артисток, кто перенёс логику бродвейских мюзиклов на стадионные сцены, создав новый стандарт зрелищности для поп-исполнителей. Её влияние на развитие концертного формата признают даже те, кто не является поклонником её творчества — от театральных режиссёров до организаторов современных шоу вроде «Коачелла».
Не менее новаторскими были её музыкальные видео. Ещё в 1980 году клип «Hell on Wheels» использовал кинематографические приёмы, которые позже станут каноническими для MTV. А в 1989-м её провокационный ролик «If I Could Turn Back Time», снятый на борту линкора USS Missouri, вызвал скандал: Шер появлялась в откровенном леопардовом купальнике, восседая на артиллерийском орудии, в окружении моряков, чьи позы откровенно намекали на гомоэротический подтекст. MTV запретило видео к показу, но этот шаг лишь подогрел интерес — клип стал культурным феноменом, закрепив за Шер репутацию артистки, которая не боится нарушать границы допустимого.

## Публичный образ

### Статус иконы моды
Шер давно переросла статус просто музыканта или актрисы, став полноценным культурным феноменом, навсегда изменившим представления о знаменитостях и моде. Как отмечал журнал Time, её влияние на индустрию моды трудно переоценить. Ещё в 1960-х она стала трендсеттером, популяризировав богемный стиль с широкими клёшами, банданами и туниками, вдохновлёнными культурой коренных народов Америки. В 1967 году её заметила легендарный редактор Vogue Диана Вриланд на приёме в честь Жаклин Кеннеди, после чего Шер начала сотрудничать с фотографом Ричардом Аведоном. Впоследствии она пять раз появлялась на обложке американского Vogue, что стало свидетельством её статуса в мире высокой моды.
Одним из самых знаковых образов в её карьере стало платье с перьями и бисером от Боба Маки, в котором она позировала Аведону для обложки Time в 1975 году. Как позже писало Billboard, этот наряд стал «одним из самых воспроизводимых и культовых за всю историю моды». Впервые Шер надела его на Met Gala 1974 года, и, по словам Андре Леона Тэлли из Vogue, это событие стало поворотным: «Это был первый раз, когда голливудская знаменитость посетила бал, и это изменило всё. Даже спустя 40 лет мы видим отголоски того образа на красной дорожке Met». Billboard назвал Шер одной из самых влиятельных икон стиля в истории, подчеркнув, что она «трансформировала моду» и задала новые стандарты самовыражения.
В 1970-х The Hamilton Spectator провозгласил её «главной It-girl десятилетия». Благодаря своим телешоу и сценическим образам, созданным Бобом Маки, Шер стала секс-символом эпохи, бросая вызов цензурным ограничениям. Она вошла в историю как первая женщина, осознанно показавшая пупок на телевидении — не по требованию продюсеров-мужчин, а по собственному решению. Журнал People назвал её «пионером красивого живота», подчеркнув, что её смелость открыла дорогу новым стандартам женственности. В 1972 году, после включения Шер в Международный список лучших одетых, Маки заявил: «Со времён Марлен Дитрих и Греты Гарбо не было женщины, подобной Шер. Она — звезда высокой моды, которая находит отклик у людей всех возрастов».
В 1999 году Совет дизайнеров моды Америки (CFDA) удостоил Шер награды за влияние на индустрию, а Робин Гиван из Los Angeles Times назвал её «визионером моды», сумевшим превратить «гламурную эксцентричность в искусство». Гиван отметил, что такие дизайнеры, как Том Форд, Анна Суи и Dolce & Gabbana, неоднократно называли Шер источником вдохновения. «Её образ — смесь нью-эйдж-шоугёрл и этнических мотивов — стал олицетворением модной индустрии, воспевающей многообразие, украшения и сексуальность», — писала она. Vogue провозгласил Шер «любимым трендсеттером», «вечно актуальной королевой эпатажных преображений». Александр Фьюри из The Independent проследил её влияние на таких звёзд, как Бейонсе, Холли Берри, Дженнифер Лопес и Ким Кардашьян, заметив: «Все они окончили школу Шер, где главное правило — никогда не делить сцену ни с кем».

### Внешность
Шер на протяжении десятилетий привлекает внимание СМИ не только своим творчеством, но и внешностью, включая моложавый облик, смену имиджа и отношение к пластической хирургии. Журналисты нередко называют её «иконой» косметологических процедур, хотя сама певица, признаваясь в отдельных вмешательствах, отвергает большинство слухов. В 2002 году она резко ответила на подобные обсуждения: «Если я захочу перенести грудь на спину — это касается только меня».  
Аналитики отмечают эволюцию её образа: от выразительной «этнической» красоты с яркими чертами лица к более утончённому и вечно молодому идеалу. Как пишет исследовательница Кэролайн Рамазаноглу, Шер невольно задала стандарт, на который ориентируются женщины, корректируя собственную внешность. В 1980-х её выразительные скулы, подчёркнутые в фильмах, вызвали волну запросов на скуловые импланты — этот феномен даже получил название «эффект Шер» в эстетической медицине.
Особую роль в её имидже играют причёски. Длинные прямые чёрные волосы с пробором посередине, известные как «стиль Шер», стали визитной карточкой 1970-х и пережили несколько возрождений. Уже тогда она начала использовать парики в телешоу для быстрого перевоплощения, а к 1990-м они превратились в часть её сценического образа, позволяя экспериментировать с цветом и длиной без вреда для натуральных волос. Профессор Катрин Хорн отмечает, что Шер возвела ношение париков в ранг искусства, сравнивая её стиль с «женским дэгом».
Ещё одной узнаваемой деталью её образа долгое время были татуировки — всего шесть, включая знаменитых бабочек. Как писала The Baltimore Sun, она стала «первой леди розы с тату» в поп-культуре. Сонни Боно вспоминал, что её рисунки на теле вызывали скандальный интерес, чего она и добивалась: «Это был её способ шокировать». Однако в конце 1990-х Шер начала удалять тату лазером, объясняя это изменением восприятия: «Раньше их делали только „плохие девчонки“ вроде меня, Дженис Джоплин или байкерш. Сейчас это уже никого не удивляет».
Её экзотическая эстетика даже вдохновила создателей диснеевского мультфильма «Рапунцель: Запутанная история» (2010) — прообразом колдуньи Матушки Готель стала именно Шер. Режиссёр Байрон Ховард объяснял: «Её готично-экзотичная внешность идеально подошла для яркого персонажа». В 1992 году музей мадам Тюссо увековечил её в воске как одну из «пяти самых красивых женщин в истории», подтвердив статус вневременного символа красоты.

### Активность в соцсетях
Шер также известна своей яркой и неординарной активностью в социальных сетях, где она завоевала репутацию одной из самых откровенных и харизматичных знаменитостей. Журнал Time назвал её «самым прямолинейным (и обожаемым) комментатором Twitter», подчеркнув её уникальный стиль общения с аудиторией. Журналистка The New York Times Дженна Уортэм обратила внимание на подлинность Шер в сети, резко контрастирующую с тщательно продуманными образами, которые обычно создают звёзды. Уортэм описала певицу как «исключение, возможно, последнюю знаменитость, оставшуюся неприукрашенной в соцсетях», чьи посты сочетают «неприкрытость и честность» — качества, редко встречающиеся в мейнстримовой культуре.
Аналогичным образом The Guardian отмечал, что аккаунт Шер в Twitter (ныне X) — это «драгоценный камень в причудливой короне интернета». Обозревательница Моника Хайзи написала: «В то время как большинство знаменитостей используют соцсети для продуманного самопродвижения, Шер просто выкладывает всё, как есть». Особое внимание журналисты уделяют её частому использованию эмодзи, которое сама певица связывает с дислексией. Она объясняет, что эти символы помогают ей визуализировать эмоции, делая общение более интуитивным и выразительным.

### Статус гей-иконы
Шер пользуется огромным уважением в ЛГБТК-сообществе, став для него настоящей иконой. Этот статус обусловлен не только её выдающейся музыкальной карьерой, уникальным стилем и невероятным долголетием в шоу-бизнесе, но и активной поддержкой прав меньшинств. Многие её песни, такие как «If I Could Turn Back Time», «Believe», «Strong Enough» и «Song for the Lonely», стали гимнами ЛГБТК-движения, вдохновляя слушателей своей темой преодоления трудностей и веры в себя. Шер считается одной из главных гей-икон поп-культуры, а её образы часто воспроизводятся в выступлениях драг-квин. Как отмечает журналист Salon Томас Роджерс, такие фигуры, как Джуди Гарленд, Долли Партон и Шер, особенно близки гей-сообществу, поскольку их истории успеха — это истории борьбы с предрассудками, что перекликается с опытом многих ЛГБТК-людей.
Ещё в 1979 году, задолго до массовой популярности драг-культуры, Шер включила в своё шоу в Лас-Вегасе выступления двух драг-квин, став одной из первых звёзд, познакомивших широкую публику с этим искусством. Журналист The Advocate Джефф Ярброу подчёркивает, что Шер была одной из немногих знаменитостей, которые изображали ЛГБТК-персонажей с искренней эмпатией, без карикатурности — как, например, в фильме «Силквуд» (1983), где она сыграла лесбиянку.
Её статус как защитницы прав ЛГБТК-сообщества ещё более укрепился благодаря активной гражданской позиции. Будучи матерью трансгендерного мужчины — Чеза Боно — Шер открыто выступает за права транс-людей, поддерживая их семьи и способствуя повышению видимости этой темы в обществе.
Влияние Шер на ЛГБТК-культуру не раз обыгрывалось в массовой культуре. Например, в популярном ситкоме «Уилл и Грейс» её обожал гей-персонаж Джек Макфарланд, а в одном из эпизодов она появилась в роли самой себя — этот выпуск стал вторым по рейтингу за всю историю шоу. Её наследие также регулярно отмечается в конкурсе RuPaul’s Drag Race: в десятом сезоне участники представили мюзикл Cher: The Unauthorized Rusical, а в шестнадцатом — прошли по подиуму в образах, вдохновлённых её легендарными нарядами, в рамках темы Everything Every-Cher All at Once.

## Наследие
Энн Пауэрс из Los Angeles Times охарактеризовала Шер как «популяризатора контркультуры 1960-х», подчеркнув её уникальную роль связующего звена между бунтарским духом молодёжи и коммерческой востребованностью. Музыкальный критик Джефф Майерс отмечал, что именно Шер заложила основу для будущих поколений поп-исполнительниц, создав эталонный образец сценического перформанса, бесшовных стилевых переходов и умения балансировать на грани провокации, не теряя при этом массовой привлекательности. The New York Times писала, что Шер «полностью оправдала своё право на мононим», став источником вдохновения для «целой индустрии подражателей — как в прямом, так и в переносном смысле». Журналистка Dazed Шон Фэй выразилась ещё более метафорично: «Если представить Мадонну, Леди Гагу, Кайли Миноуг и Синди Лопер играющими в футбол, то Шер была бы стадионом, на котором они играют, и солнцем, которое их освещает». Роб Шеффилд из Rolling Stone назвал её «воплощением поп-музыки в одном лице». Такие издания, как The Washington Post, Time и Billboard, закрепили за ней титул «Богини поп-музыки» — признание, ставшее неотъемлемой частью её культурного наследия.
Карьера Шер стала воплощением непрерывного художественного перерождения. Профессор Ричард Аквила назвал её «идеальным хамелеоном поп-музыки», а The New York Times присвоила ей титул «Королевы камбэков» — на что сама певица заметила: «Вернуться на сцену в тысячу раз сложнее, чем впервые добиться успеха». Издание Billboard подчёркивало её новаторскую роль в развитии визуальной составляющей поп-музыки: способность создавать и менять сценические образы радикально расширила границы самопрезентации для исполнителей. The Boston Globe называла Шер пионером трансформации в поп-культуре, отмечая, что она превратила постоянное обновление из вынужденной необходимости в осознанную творческую стратегию. Писатель Крейг Кроуфорд рассматривал Шер как «образец гибкого управления карьерой» — ей удавалось адаптировать свой имидж к меняющимся культурным трендам, сохраняя при этом бунтарскую суть, что делало её метаморфозы одновременно расчётливыми и подлинными. Автор Люси О’Брайен видела в ней воплощение американской мечты о постоянном самообновлении, особенно в том, как Шер бросала вызов стереотипам о возрасте в индустрии развлечений. Её карьера стала живым опровержением представлений о творческом «сроке годности», доказав, что талант и смелость экспериментировать способны перевесить любые возрастные предрассудки.
Шер, карьера которой охватывает более шести десятилетий в условиях доминирования мужчин в индустрии развлечений, стала объектом глубокого анализа с точки зрения гендерных ролей и творческой автономии. Как отмечает Billboard, она сформировала «андрогинный музыкальный имидж», предвосхитивший и повлиявший на таких артистов, как Дэвид Боуи и Патти Смит. Журнал Goldmine назвал её пионером «женского бунта» в рок-музыке 1960-х, подчёркивая, что Шер стала прообразом современной рок-звезды женского пола. Billboard также описал её как «первопроходца женской самостоятельности» в музыкальной индустрии, поскольку её нетрадиционная тематика — от расовой дискриминации до жизни секс-работниц — бросала вызов ожиданиям от женщин-исполнительниц в эпоху, когда музыкальный бизнес контролировался мужчинами.
В начале карьеры Шер критики нередко представляли её творчество как продолжение работы мужчин-соавторов, на что она сама резко реагировала: «Тогда певиц просто гладили по головке за хорошее поведение и говорили не думать о серьёзном». Однако со временем её образ трансформировался, отражая, по словам профессора Ивонн Таскер, «амбиции построить актёрскую карьеру на своих условиях» — отвергая как зависимость от мужчин, так и традиционные роли, отводимые женщинам за 40 в индустрии, одержимой культом молодости. AllMusic отмечает, что в её популярных телешоу 1970-х с Сонни Боно «он был комическим статистом на фоне её сексуально-провокационного образа», что переворачивало привычную гендерную динамику и делало её главной комедийной фигурой. Телепродюсер Джордж Шлэттер утверждал, что Шер переопределила роль женщин в телевизионном юморе: «До неё женщины были объектами шуток, а не теми, кто их создаёт … Она первая женщина, которая вела шоу так же уверенно, как мужчины».
После победы на «Оскаре» в 1988 году The New York Times сравнила влияние Шер на женскую аудиторию с культурным феноменом Джека Николсона среди мужчин, отметив, что она воплощала «фантазии о мести» тех, кого недооценивали: «Чтобы так себя вести, недостаточно быть просто красивой. Нужно быть Шер все 40 лет». Журнал Ms. назвал её «подлинной феминистской героиней» и «квинтэссенцией женщины 1980-х», указывая на её отказ соответствовать ожиданиям «приличного» женского поведения — как во внешности, так и в поступках. Издание приводило в пример её эпатажные образы, публичные споры с Дэвидом Леттерманом, цензорами и снисходительными режиссёрами, а также её откровенность в вопросах одинокого материнства, отношений с молодыми партнёрами, пластической хирургии и борьбы за признание в качестве рок-певицы и актрисы.
Вирусным в 2016 году стал фрагмент её интервью для Dateline NBC 20-летней давности, где Шер отвечает на совет матери «выйти замуж за богатого» фразой: «Мама, я и есть сама себе богатый мужчина». Bustle назвал эту реплику «разрушением гендерных норм» и знаковым феминистским заявлением. Этот момент стал символичным для её наследия — Шер не просто добилась успеха в индустрии, где доминируют мужчины, но и пересмотрела сами правила игры, доказав, что женщина может быть одновременно сексуальной, остроумной, властной и финансово независимой, не прося разрешения у общества. Её карьера — это непрерывный акт самоутверждения, сделавший её не просто поп-иконой, а культурным архетипом женской силы.

Публичный образ Шер — дерзкий, эксцентричный и непоколебимо уверенный в себе — давно превратился в объект культурных исследований и массового восхищения. Как отметила Дженси Данн из Rolling Stone , её вечная «крутость» проистекает из абсолютного отказа соответствовать чужим ожиданиям: «Её девиз: „Мне плевать, что вы думаете, я надену этот разноцветный парик“». Александр Фьюри из The Independent описал её славу как «кажущуюся бессмертной», достигшую «всевластного уровня, доступного лишь избранным мононимам», а Фрэнк Бруни в The New York Times заявил, что она олицетворяет «такую величину известности, для которой слово „слава“ — жалко недостаточно». Марк Бего, автор биографии певицы, подчеркнул беспрецедентный масштаб её карьеры:
Никто в истории шоу-бизнеса не имел карьеры такого масштаба и размаха, как Шер. Она была подростковой поп-звездой, телеведущей, фотомоделью, рок-исполнительницей, бродвейской актрисой, кинозвездой — обладательницей «Оскара», диско-дивой и героиней бесчисленных публикаций в прессе..  

## Признание
Шер является одной из самых коммерчески успешных и влиятельных фигур в истории современной музыки и поп-культуры. Её карьера, охватывающая более шести десятилетий, отмечена впечатляющими достижениями как в сольном творчестве, так и в составе дуэта Sonny & Cher. Общий объём продаж её записей превышает 140 миллионов экземпляров, включая 100 миллионов сольных релизов и 40 миллионов, проданных дуэтом. Этот результат ставит её в число самых продаваемых музыкантов всех времён.  
Шер принадлежит к исключительно узкому кругу артистов, удостоенных трёх из четырёх главных наград американской индустрии развлечений (EGOT — «Эмми», «Грэмми», «Оскар» и «Тони»). Она также входит в пятёрку певиц и актрис, которым удалось одновременно возглавить американский хит-парад и получить «Оскар» за актёрскую работу. Кроме того, Шер остаётся единственной обладательницей «Оскара», включённой в Зал славы рок-н-ролла.
Её музыкальное наследие включает множество знаковых хитов, вошедших в историю поп-музыки. Дебютный сингл дуэта Sonny & Cher «I Got You Babe» (1965) удостоен места в Зале славы «Грэмми» и включён в авторитетные списки 500 величайших песен всех времён по версии журнала Rolling Stone. Песня «Gypsys, Tramps & Thieves» (1971) была названа Billboard одной из лучших композиций XX века, а «If I Could Turn Back Time» (1989) вошла в список «500 лучших поп-песен» того же издания. Сингл «Believe» (1998), ставший самым продаваемым в Великобритании среди исполнительниц, попал в обновлённый рейтинг Rolling Stone «500 величайших песен всех времён» и занял восьмое место в опросе BBC «Любимые песни мира», оказавшись единственной американской композицией в топ-10.
Шер установила множество рекордов, подчёркивающих её уникальную долговечность в музыкальной индустрии. Она стала первой сольной исполнительницей, чьи синглы возглавляли чарты Billboard на протяжении семи десятилетий подряд (1960-е – 2020-е), а также единственным артистом, чьи новые релизы попадали в британский Official Top 40 в течение такого же периода. Долгое время она удерживала рекорд по самому большому временному промежутку между первым и последним хитом №1 в Billboard Hot 100 — 33 года, 7 месяцев и 3 недели, от «I Got You Babe» (1965) до «Believe» (1999). В 52 года Шер стала самой возрастной исполнительницей, возглавившей Hot 100, а в 2023 году, в возрасте 77 лет, установила новый рекорд как самая старшая певица, попавшая в британский Top 40 с рождественским синглом «DJ Play a Christmas Song».
Её влияние на поп-культуру подтверждается многочисленными рейтингами. Billboard включил её в список 100 величайших артистов всех времён (43-е место), а в 2014 году она вошла в топ-25 самых кассовых гастролирующих музыкантов, заработав на концертах $351,6 миллиона при общей аудитории в 4,5 миллиона зрителей. В 2003 году Шер была названа одной из 200 самых влиятельных икон поп-культуры, оказав значительное влияние на американское общество. Издания VH1 и Esquire поместили её на 31-ю и 44-ю позиции в своих рейтингах величайших женщин в музыке и лучших музыкантов всех времён соответственно, а журнал People включил её в список 100 самых выдающихся кинозвёзд современности.
Многогранность таланта Шер отмечена престижными наградами, включая Vanguard Award (GLAAD Media Awards), Legend Award (World Music Awards), награду за влияние на моду от CFDA, премию Lucy Award за инновации в телевидении, Icon Award (Billboard Music Awards) и Ambassador for the Arts Award (Chita Rivera Awards). Её отпечатки рук и ног увековечены в бетоне перед кинотеатром Grauman’s Chinese Theatre в Голливуде. Несмотря на наличие звезды на «Аллее славы» в составе дуэта Sonny & Cher, Шер отказалась от персональной звезды в 1983 году, не желая участвовать в обязательной церемонии закладки. В 2018 году она была удостоена премии Центра Кеннеди — высшей культурной награды США, а в 2024 году официально вошла в Зал славы рок-н-ролла, окончательно закрепив свой статус легенды мировой музыки.

## Социальная активность

### Общественно-политическая позиция
Шер, несмотря на то что не является зарегистрированной демократкой, регулярно поддерживает Демократическую партию США и участвует в её мероприятиях. Её прогрессивные политические взгляды неоднократно привлекали внимание СМИ, а резкая критика консервативного движения сделала её одной из самых заметных медийных фигур в американской общественно-политической дискуссии. В своих высказываниях певица не раз выражала недоумение по поводу того, почему кто-либо вообще может поддерживать республиканцев, заявив, в частности, что восемь лет президентства Джорджа Буша-младшего «почти убили её».
Во время президентской кампании 2000 года Шер открыто заявляла о готовности сделать «всё возможное», чтобы не допустить избрания Буша. В эмоциональном интервью ABC News она задавалась вопросом: «Если ты чернокожий, женщина или вообще принадлежишь к любому меньшинству в этой стране — что вообще может заставить тебя голосовать за республиканцев? Ты лишишься всех своих прав, блин». Не стесняясь в выражениях, она добавляла: «Мне не нравится Буш. Я ему не доверяю … Он глуп. Он ленив».
В интервью Stars and Stripes (2006) Шер уточнила свою позицию по вопросу войны в Ираке: «Я могу быть против этой войны, но при этом поддерживать наших солдат, потому что эти мужчины и женщины выполняют приказы … Они делают всё, что в их силах, не прося ничего взамен». Два года спустя она поддержала Хиллари Клинтон в ходе президентской кампании, а после победы Барака Обамы на праймериз демократов переключилась на поддержку его кандидатуры. Однако в интервью Vanity Fair (2010) она отметила, что, по её мнению, Клинтон справилась бы лучше, хотя и признала: «Обама унаследовал невероятно сложные проблемы».
Во время президентской гонки 2012 года Шер вместе с комедианткой Кэти Гриффин выпустила социальный ролик «Don’t Let Mitt Turn Back Time on Women’s Rights», критикуя кандидата от республиканцев Митта Ромни за поддержку сенатора Ричарда Мёрдока, заявившего, что беременность в результате изнасилования — «часть Божьего плана». В июне 2015 года, после объявления Дональда Трампа о выдвижении своей кандидатуры на пост президента, Шер резко высказалась в его адрес в Twitter, написав: «Наказание Дональда Трампа — в том, чтобы быть Дональдом Трампом». Позже, в 2018 году, она столь же жёстко осудила избрание ультраправого популиста Жаира Болсонару президентом Бразилии, назвав его «свиньёй» и «политиком из ада», а также призвав «запереть его в тюрьме до конца жизни».
Особое место в её общественной деятельности занимает борьба за признание геноцида армян. На премьере фильма «Обещание» (2016), посвящённого этим событиям, Шер раскритиковала политику отрицания со стороны Турции и отметила недостаточную осведомлённость мировой общественности. Она процитировала речь Гитлера в Оберзальцберге, где тот упомянул безнаказанность уничтожения армян, а также поделилась личной историей — рассказала о своих армянских корнях и о том, как её семья пережила геноцид. В 2020 году, во время войны в Нагорном Карабахе, она активно выражала поддержку Армении и непризнанной Нагорно-Карабахской Республике в соцсетях, а в 2021-м поздравила Джо Байдена с историческим решением официально признать геноцид армян на государственном уровне.
Политическая активность Шер особенно ярко проявилась в ходе президентской кампании 2020 года. В сентябре она организовала виртуальный сбор средств в поддержку Байдена, ориентированный на ЛГБТК-сообщество, и помогла собрать почти $2 миллиона. В октябре она лично участвовала в агитации за Байдена в Неваде и Аризоне, а также выпустила кавер на песню «Happiness Is a Thing Called Joe» (из мюзикального фильма «Хижина на небесах», 1943), переписав текст в поддержку кандидата.
В 2022 году, после начала полномасштабного российского-украинского конфликта, Шер использовала Twiiter для поддержки украинского народа. Она называла Владимира Путина «деспотом, мечтающим о восстановлении Советского Союза», призывала к гуманитарной помощи и даже предложила разместить украинских беженцев у себя дома.
Личный опыт Шер как матери также повлиял на её активную позицию в защиту прав ЛГБТК-сообщества. Её старший ребенок, Чез Боно (до операции по смене пола — Честити Боно), в 17 лет открылся как лесбиянка, что первоначально вызвало у Шер «чувство вины, страх и боль». Со временем она не только приняла ориентацию Чеза, но и осознала системное неравенство, с которым сталкиваются ЛГБТ-персоны. В 1997 году она стала ключевым спикером национального съезда PFLAG (организации поддержки семей ЛГБТК+), а в 1998-м получила премию «Авангард» за вклад в борьбу за равные права. Когда в 2009 году Чез совершил каминг-аут как транс-мужчина, Шер публично поддержала его переход, став одной из самых заметных союзниц транс-сообщества. В сентябре 2013 года она отказалась от выступления на церемонии открытия зимних Олимпийских игр 2014 в Сочи в знак протеста против принятия в России анти-ЛГБТК+ законодательства.
В 2017 году Шер обратила внимание на проблему защиты прав пожилых людей, выступив продюсером документального фильма «Эдит+Эдди» — истории о межрасовой паре девяностолетних супругов. Лента получила номинацию на «Оскар» как лучший документальный короткометражный фильм.

### Благотворительность
Шер активно занимается благотворительностью через Cher Charitable Foundation, деятельность которой сосредоточена на борьбе с бедностью, поддержке медицинских исследований, улучшении системы здравоохранения и защите прав уязвимых групп, включая ветеранов, детей, представителей ЛГБТ-сообщества, пожилых людей и животных. Она активно выступает в защиту американских солдат, ветеранов, вернувшихся с войны, и сообществ, пострадавших от военных действий. В 1993 году певица отправилась с гуманитарной миссией в Армению, доставив продовольствие и медикаменты в зону военного конфликта. Среди её инициатив — поддержка организаций Operation Helmet, обеспечивавшей военных в Ираке и Афганистане современными защитными шлемами, и Intrepid Fallen Heroes Fund, помогающей тяжелораненым участникам боевых действий.
С 1990 года Шер выступает в роли донора, национального председателя и почётного представителя Children’s Craniofacial Association, занимающейся поддержкой детей с врождёнными черепно-лицевыми аномалиями и их семей. Ежегодно она организует Cher’s Family Retreat — мероприятие, позволяющее пациентам с такими особенностями и их близким обмениваться опытом в дружественной атмосфере. Кроме того, она сотрудничает с Get A-Head Charitable Trust, направляющей усилия на улучшение качества жизни людей с заболеваниями головы и шеи.
Одним из ключевых направлений её филантропии является борьба с ВИЧ/СПИДом. Шер — международный представитель и спонсор организации Keep a Child Alive, обеспечивающей антиретровирусную терапию детям и их семьям. В 1996 году она совместно с Элизабет Тейлор провела благотворительный вечер amfAR в рамках Каннского кинофестиваля, а в 2015 году получила amfAR Award of Inspiration за многолетнюю приверженность делу просвещения о СПИДе и активное использование своей известности во благо общества.
Шер также занимает пост почётного председателя инициативы Habitat for Humanity Raise the Roof, которая занимается строительством и ремонтом доступного жилья для нуждающихся семей. В 2007 году она стала главным спонсором школы Peace Village School в Укунде (Кения), предоставляющей образование, медицинскую помощь и полноценное питание более чем 300 сиротам и детям из неблагополучных семей. Благодаря её вкладу учреждение смогло приобрести землю, построить постоянные корпуса и запустить программу по борьбе с малярией в сотрудничестве с Malaria No More и другими организациями.
В 2016 году, после скандала с загрязнением питьевой воды свинцом во Флинте (Мичиган), Шер оперативно отреагировала, пожертвовав городу более 180 тысяч бутылок чистой воды. Во время пандемии COVID-19 она проявила аналогичную социальную ответственность, создав вместе с доктором Ирвином Редленером из Колумбийского университета инициативу CherCares Pandemic Resource and Response Initiative. Через Entertainment Industry Foundation было распределён $1 миллион среди «хронически забытых» уязвимых групп — цветных сообществ, латиноамериканцев и коренных народов, испытывавших острый дефицит медицинских услуг. «Это не такая уж большая сумма, — признавала Шер в интервью Billboard, — миллион исчезает мгновенно. Сейчас я убеждаю друзей присоединиться, чтобы мы могли сделать что-то по-настоящему значимое».
В 2017 году Шер соучредила организацию Free the Wild, занимающуюся спасением диких животных из неволи. В 2020 году при партнёрстве с Four Paws International Шер лично отправилась в Пакистан, чтобы добиться перевода слона Каавана, 35 лет прожившего в зоопарке, в заповедник Камбоджи. Эта история легла в основу документального проекта Cher & the Loneliest Elephant (2021, Paramount+), где подробно показаны её усилия по освобождению животного при поддержке ветеринаров и зоозащитников.

## Дискография
Сольные студийные альбомы
- All I Really Want to Do (1965)
- The Sonny Side of Chér (1966)
- Chér (1966)
- With Love, Chér (1967)
- Backstage (1968)
- 3614 Jackson Highway (1969)
- Chér (переиздан под названием Gypsys, Tramps & Thieves) (1971)
- Foxy Lady (1972)
- Bittersweet White Light (1973)
- Half-Breed (1973)
- Dark Lady (1974)
- Stars (1975)
- I'd Rather Believe in You (1976)
- Cherished (1977)
- Take Me Home (1979)
- Prisoner (1979)
- I Paralyze (1982)
- Cher (1987)
- Heart of Stone (1989)
- Love Hurts (1991)
- It's a Man's World (1995)
- Believe (1998)
- Not Commercial (2000)
- Living Proof (2001)
- Closer to the Truth (2013)
- Dancing Queen (2018)
- Christmas (2023)

Совместные студийные альбомы
- Two the Hard Way (с Греггом Оллманом под совместным псевдонимом Allman and Woman) (1977)
- Black Rose (в качестве ведущей вокалистки рок-коллектива Black Rose) (1980)

Аудиокнига
- The Ugly Duckling (1987)

## Фильмография
Фильмы

| Год  |    | Русское название                                  | Оригинальное название                                  | Роль                               |
| ---- | -- | ------------------------------------------------- | ------------------------------------------------------ | ---------------------------------- |
| 1967 | ф  | Хорошие времена                                   | Good Times                                             | играет себя                        |
| 1969 | ф  | Честити                                           | Chastity                                               | Честити                            |
| 1982 | ф  | Приходи ко мне на встречу, Джимми Дин, Джимми Дин | Come Back to the Five and Dime, Jimmy Dean, Jimmy Dean | Сисси                              |
| 1983 | ф  | Силквуд                                           | Silkwood                                               | Долли Пелликер                     |
| 1985 | ф  | Маска                                             | Mask                                                   | Расти Дэннис                       |
| 1987 | ф  | Иствикские ведьмы                                 | The Witches of Eastwick                                | Александра Мэдфорд                 |
| 1987 | ф  | Подозреваемый                                     | Suspect                                                | Кэтлин Райли                       |
| 1987 | ф  | Власть луны                                       | Moonstruck                                             | Лоретта Касторини                  |
| 1990 | ф  | Русалки                                           | Mermaids                                               | Рэйчел Флекс                       |
| 1992 | ф  | Игрок                                             | The Player                                             | играет себя                        |
| 1994 | ф  | Высокая мода                                      | Prêt-à-Porter                                          | играет себя                        |
| 1996 | ф  | Верность                                          | Faithful                                               | Маргарет                           |
| 1996 | тф | Если бы стены могли говорить                      | If These Walls Could Talk                              | доктор Бэт Томпсон; также режиссёр |
| 1999 | ф  | Чай с Муссолини                                   | Tea with Mussolini                                     | Эльза Моргенталь Штраусс-Армистан  |
| 2003 | ф  | Застрял в тебе                                    | Stuck on You                                           | Шер/Хани                           |
| 2010 | ф  | Бурлеск                                           | Burlesque                                              | Тэсс                               |
| 2011 | ф  | Мой парень из зоопарка                            | Zookeeper                                              | львица Джанет (озвучка)            |
| 2018 | ф  | Мамма миа! 2                                      | Mamma Mia! 2                                           | Руби Шеридан                       |

Телешоу и телевизионные спецвыпуски
- The Sonny & Cher Nitty Gritty Hour (1971)
- The Sonny & Cher Comedy Hour (1971—1974)
- Cher (1975—1976)
- The Sonny and Cher Show (1976—1977)
- Cher… Special (1978)
- Cher… and Other Fantasies (1979)
- Standing Room Only: Cher in Concert (1981)
- Cher… A Celebration at Caesars (1983)
- Cher... at the Mirage (1991)
- Sonny & Me: Cher Remembers (1998)
- Cher: Live in Concert — From the MGM Grand in Las Vegas (1999)
- Cher: The Farewell Tour (2003)
- Dear Mom, Love Cher (2013)
- Cher & the Loneliest Elephant (2021)

## Туры и резидент-шоу
Туры в качестве хедлайнера
- Take Me Home Tour (1979—1982)
- Heart of Stone Tour (1989—1990)
- Love Hurts Tour (1992)
- Do You Believe? Tour (1999—2000)
- Living Proof: The Farewell Tour (2002—2005)
- Cher at the Colosseum (2008—2011)
- Cher Special Gigs (2012—2013)
- Dressed to Kill Tour (2014)
- Classic Cher[англ.] (2017)
- Here We Go Again Tour (2018—2020)

Туры в качестве сохедлайнера
- Two the Hard Way Tour (с Греггом Оллманом под совместным псевдонимом Allman and Woman) (1977)

Резидент-шоу
- Take Me Home Tour (1979—1982)
- Cher (2008—2011)
- Classic Cher (2017—2020)

## Опубликованные работы
- Forever Fit (1991)
- The First Time (1998)
- Cher: The Memoir, Part One (2024)